# Irokezi
Irokezi so skupina severnoameriških staroselcev v ZDA in Kanadi. 
So konfederacija sestavljeni iz skupine petih plemen Cayuga, Mohawk, Oneida, Onondaga in Seneca, katerim se je pozneje priključilo še pleme Tuscarora.
Irokezi so bili v preteklosti pretežno poljedelska skupina irokeško govorečih ljudstev, med katere sodijo plemena Cherokee, Huroni, Erie in Susquehannock. 
Francozi so jih med kolonialnimi leti poznali kot Irokeško ligo, kasneje pa kot Irokeško konfederacijo, medtem ko so jih Angleži preprosto imenovali Pet narodov. Njihovo deželo so v angleščini imenovali Iroquoia in Haudenosauneega, v francoščini pa Iroquoisie. Irokeška ljudstva so vključevala (od vzhoda proti zahodu) Mohawk, Oneida, Onondaga, Cayuga in Seneca. Po letu 1722 so bili v konfederacijo sprejeti Tuscarora, ki so govorili irokeško in so prišli z jugovzhoda, od takrat naprej pa je bila znana kot "Šest narodov".
Konfederacija je bila verjetno ustanovljena med letoma 1142 in 1660, vendar o točnem datumu ni širokega soglasja. Konfederacija je nastala iz »Velikega zakona miru«, za katerega se pravi, da so ga sestavili Deganawidah »Veliki mirotvorec«, Hiawatha in Jigonhsasee »Mati narodov«. Skoraj 200 let je bilo Šest narodov/Haudenosaunee konfederacija močan dejavnik v severnoameriški kolonialni politiki, pri čemer nekateri učenjaki zagovarjajo koncept izigravanja obeh strani, saj so Irokezi uporabljali evropske sile prav tako, kot so Evropejci uporabljali njih. Na svojem vrhuncu okoli leta 1700 se je irokeška moč raztezala od današnje zvezne države New York, severno v današnji Ontario in Quebec vzdolž spodnjih Velikih jezer – zgornje reke Sv. Lovrenca in južno na obeh straneh gorovja Allegheny v današnjo Virginijo in Kentucky ter v dolino reke Ohio.
St. Lawrence Iroquois, Wendat (Huroni), Erie in Susquehannock, vsi neodvisni narodi, znani evropskim kolonistom, so prav tako govorili irokeške jezike. V širšem kulturnem smislu se štejejo za Irokeze, saj vsi izvirajo iz proto-irokeškega ljudstva in jezika. Vendar pa so bili v zgodovini tekmeci in sovražniki narodov Irokeške konfederacije.
Leta 2010 je v Kanadi živelo več kot 45.000 vpisanih pripadnikov Šestih narodov, v Združenih državah pa več kot 81.000.

## Imena
Haudenosaunee ('Ljudje dolge hiše') je avtonim, s katerim se imenujejo Šest narodov. Medtem ko je njegova natančna etimologija sporna, je izraz Irokezi kolonialnega izvora. Nekateri strokovnjaki za zgodovino ameriških staroselcev menijo, da je Irokezi slabšalno ime, prevzeto od tradicionalnih sovražnikov Haudenosauneejev. Manj pogost, starejši avtonim za konfederacijo je Ongweh’onweh, kar pomeni 'izvirni ljudje'.
Haudenosaunee izhaja iz dveh fonetično podobnih, a etimološko različnih besed v jeziku Seneca: Hodínöhšö:ni:h, kar pomeni »tisti iz podaljšane hiše» in Hodínöhsö:ni:h, kar pomeni »graditelji hiš«. Ime Haudenosaunee se prvič pojavi v angleščini v delu Lewisa Henryja Morgana (1851), kjer ga zapiše kot Ho-dé-no-sau-nee. Črkovanje Hotinnonsionni je potrjeno tudi pozneje v 19. stoletju. Občasno se sreča tudi nadomestna oznaka, Ganonsyoni, iz Mohawk jezika kanǫhsyǫ́·ni »razširjena hiša« ali iz sorodnega izraza v sorodnem irokeškem jeziku; v zgodnejših virih je različno črkovano Kanosoni, akwanoschioni, Aquanuschioni, Cannassoone, Canossoone, Ke-nunctioni ali Konossioni. Bolj transparentno se konfederacija Haudenosaunee pogosto imenuje Šest narodov (ali, za obdobje pred vstopom Tuscarora leta 1722, Pet narodov). Beseda je Rotinonshón:ni v mohawkščini.
Izvor imena Irokezi je nekoliko nejasen, čeprav je bil izraz zgodovinsko pogostejši v angleških besedilih kot Haudenosaunee. Njegov prvi pisni pojav kot Irocois je v poročilu Samuela de Champlaina o njegovem potovanju v Tadoussac leta 1603. Druga zgodnja francoska črkovanja vključujejo Erocoise, Hiroquois, Hyroquoise, Irecoies, Iriquois, Iroquaes, Irroquois in Yroquois, izgovorjeno takrat kot [irokwe] ali [irokwɛ]. Za izvor tega izraza so bile predlagane konkurenčne teorije, vendar nobena ni dosegla širokega sprejetja. Do leta 1978 je Ives Goddard zapisal: "Takšna oblika ni potrjena v nobenem indijanskem jeziku kot ime za katero koli irokeško skupino, in končni izvor ter pomen imena sta neznana."
Jezuitski duhovnik in misijonar Pierre François Xavier de Charlevoix je leta 1744 zapisal:
Ime Irokezi je čisto francosko in je nastalo iz [irokeškega] izraza Hiro ali Hero, kar pomeni Rekel sem – s čimer ti Indijanci zaključijo vse svoje nagovore, kot so to včasih počeli Latini s svojim dixi – in iz Koué, kar je včasih krik žalosti, ko je podaljšan, in včasih veselja, ko je izgovorjen krajše.
Leta 1883 je Horatio Hale zapisal, da je Charlevoixova etimologija dvomljiva in da »noben drug narod ali pleme, o katerem imamo kakršno koli znanje, ni nikoli nosilo imena, sestavljenega na tako muhast način«. Hale je namesto tega predlagal, da izraz izvira iz huronščine in je soroden mohawškemu ierokwa »tisti, ki kadijo« ali cayuški iakwai »medved«. Leta 1888 je J. N. B. Hewitt izrazil dvome, da katera koli od teh besed obstaja v zadevnih jezikih. Raje je imel etimologijo iz Montagnais irin »resničen, pravi« in ako »kača«, plus francosko pripono -ois. Kasneje je to popravil na Algonquin Iriⁿakhoiw kot izvor.
Sodobnejšo etimologijo je zagovarjal Gordon M. Day leta 1968, ki je razdelal Charlesa Arnauda iz leta 1880. Arnaud je trdil, da beseda izvira iz Montagnais irnokué, kar pomeni »strašen človek«, preko skrajšane oblike irokue. Day je predlagal hipotetično frazo Montagnais irno kwédač, kar pomeni »človek, Irokez«, kot izvor tega izraza. Za prvi element irno Day navaja sorodne besede iz drugih potrjenih narečij Montagnais: irinou, iriniȣ in ilnu; za drugi element kwédač pa predlaga povezavo z kouetakiou, kȣetat-chiȣin in goéṭètjg – imeni, ki so jih sosednja algonkinska plemena uporabljala za Irokeze, Hurone in St. Lawrence Iroquoiss (Laurentijce).
Enciklopedija Gale Encyclopedia of Multicultural America potrjuje izvor Irokezov v Iroqu, algonkinski besedi za »klopotača«. Francozi so se najprej srečali z algonkinsko govorečimi plemeni in bi se naučili algonkinskih imen za svoje irokeške tekmece.

## Konfederacija
Verjame se, da je Irokeško konfederacijo ustanovil Veliki mirotvorec na neznan datum, ocenjen med 1450 in 1660 in je združil pet različnih narodov na območju južnih Velikih jezer v Veliko ligo miru. Druge raziskave pa kažejo, da je bila ustanovitev leta 1142. Vsak narod znotraj te irokeške konfederacije je imel svoj jezik, ozemlje in funkcijo v Ligi.
Liga je sestavljena iz Velikega sveta, skupščine petdesetih poglavarjev ali sačemov, od katerih vsak predstavlja klan naroda.
Ko so Evropejci prvič prispeli v Severno Ameriko, so bili Haudenosaunee (Irokeška liga za Francoze, Pet narodov za Britance) s sedežem v današnji osrednji in zahodni državi New York, vključno z regijo Finger Lakes in so zasedali velika območja severno do reke sv. Lovrenca, vzhodno do Montreala in reke Hudson ter južno v današnjo severozahodno Pensilvanijo. Na svojem vrhuncu okoli leta 1700 se je irokeška moč raztezala od današnje države New York, severno v današnji Ontario in Quebec vzdolž spodnjih Velikih jezer–zgornjega sv. Lovrenca in južno na obeh straneh Apalačev v današnjo Virginijo in Kentucky ter v dolino Ohio. Od vzhoda do zahoda so Ligo sestavljali narodi Mohawk, Oneida, Onondaga, Cayuga in Seneca. Okoli leta 1722 so se Ligi pridružili irokeško govoreči Tuscarora, ki so se preselili proti severu iz Karoline po krvavem spopadu z belimi naseljenci. Skupno kulturno ozadje s Petimi narodi Irokezov (in sponzorstvo s strani Oneida) je pripeljalo do tega, da so bili Tuscarora sprejeti kot šesti narod v konfederaciji leta 1722; Irokezi so bili nato znani kot Šest narodov.
Drugi neodvisni narodi, ki so govorili irokeške jezike, kot so Erie, Susquehannock, Huron (Wendat) ali Wyandot, so v različnih obdobjih živeli ob reki sv. Lovrenca in okoli Velikih jezer. Na ameriškem jugovzhodu so bili Cherokee narod, ki je govoril irokeški jezik in se je na to območje preselil stoletja pred stikom z Evropejci. Nobeden od teh ni bil del Lige Haudenosaunee. Tisti na mejah ozemlja Haudenosaunee v regiji Velikih jezer so tekmovali in se vojskovali z narodi Lige.
Francoski, nizozemski in angleški kolonisti, tako v Novi Franciji (Kanada) kot v tem, kar je postalo Trinajst kolonij, so prepoznali potrebo po pridobitvi naklonjenosti irokeškega ljudstva, ki je zasedalo pomemben del ozemlja zahodno od kolonialnih naselij. Njihovi prvi odnosi so bili namenjeni trgovanju s krznom, ki je postalo zelo donosno za obe strani. Kolonisti so si prizadevali tudi za vzpostavitev prijateljskih odnosov, da bi zavarovali svoje meje naselij.
Skoraj 200 let so bili Irokezi močan dejavnik v severnoameriški kolonialni politiki. Zavezništvo z Irokezi je evropskim silam ponujalo politične in strateške prednosti, vendar so Irokezi ohranili precejšnjo neodvisnost. Nekateri njihovi ljudje so se naselili v misijonskih vaseh ob reki Svetega Lovrenca in se tesneje povezali s Francozi. Čeprav so sodelovali v francoskih napadih na nizozemska in angleška kolonialna naselja, kjer so se naselili nekateri Mohawk in drugi Irokezi, so se Irokezi na splošno upirali napadom na lastne ljudi.
Irokezi so ostali velika politično združena indijanska skupnost do ameriške revolucije, ko se je Liga razdelila zaradi nasprotujočih si pogledov na to, kako se odzvati na prošnje za pomoč britanske krone. Po porazu so Britanci brez posvetovanja prepustili irokeško ozemlje, in mnogi Irokezi so morali zapustiti svoja ozemlja v dolini Mohawk in drugod ter se preseliti na severna ozemlja, ki so jih obdržali Britanci. Krona jim je dala zemljo kot nadomestilo za pet milijonov akrov, ki so jih izgubili na jugu, vendar to ni bilo enakovredno prejšnjemu ozemlju.
Sodobni raziskovalci Irokezov razlikujejo med Ligo in Konfederacijo. Po tej interpretaciji se Irokeška liga nanaša na ceremonialno in kulturno institucijo, utelešeno v Velikem svetu, ki še vedno obstaja. Irokeška konfederacija je bila decentralizirana politična in diplomatska entiteta, ki je nastala kot odgovor na evropsko kolonizacijo in je bila razpuščena po britanskem porazu v ameriški revolucionarni vojni. Današnji Irokezi/Ljudje šestih narodov ne delajo takšne razlike, izraza uporabljajo izmenično, vendar raje uporabljajo ime Konfederacija Haudenosaunee.
Po selitvi večine v Kanado so morali Irokezi, ki so ostali v New Yorku, živeti večinoma v rezervatih. Leta 1784 se je 6.000 irokezov soočilo z 240.000 Newyorčani, medtem ko so se Novoangležani, lačni zemlje, pripravljali na selitev na zahod. »Samo Oneide, ki so šteli le 600 mož, so imeli v lasti šest milijonov akrov oziroma približno 2,4 milijona hektarjev.« Iroquoia je bila dežela, ki je čakala na naglico po zemlji. Do vojne leta 1812 so Irokezi izgubili nadzor nad precejšnjim ozemljem.

## Zgodovina

### Historiografija
Poznavanje zgodovine Irokezov izhaja iz Haudenosaunee ustnega izročila, arheoloških dokazov, zapisov jezuitskih misijonarjev in kasnejših evropskih zgodovinarjev. Zgodovinar Scott Stevens pripisuje zgodnji moderni evropski vrednosti pisnih virov nad ustnim izročilom prispevek k rasistični, predsodkovni perspektivi o Irokezih skozi 19. stoletje. Historiografija irokeških ljudstev je predmet številnih razprav, zlasti glede ameriškega kolonialnega obdobja.
Francoski jezuitski zapisi o Irokezih so jih prikazovali kot divjake brez vlade, zakonov, pisave in vere. Toda jezuiti so si močno prizadevali za preučevanje njihovih jezikov in kultur, nekateri pa so jih začeli spoštovati. Vir zmede za evropske vire, ki so izhajali iz patriarhalne družbe, je bil matrilinearni sorodstveni sistem irokeške družbe in s tem povezana moč žensk. Kanadski zgodovinar D. Peter MacLeod je pisal o kanadskih Irokezih in Francozih v času sedemletne vojne: 
Najbolj kritično je, da so patriarhalni evropski pisarji lahkomiselno spregledali pomen klanskih mater, ki so imele precejšnjo ekonomsko in politično moč v kanadskih irokeških skupnostih. Obstajajo reference, ki kažejo, da so se klanske matere sestajale v svetu s svojimi moškimi kolegi, da bi sprejemale odločitve glede vojne in miru in se pridružile delegacijam, da bi se soočile z Onontio [irokeški izraz za francoskega generalnega guvernerja] in francoskim vodstvom v Montrealu, vendar le namigujejo na resnični vpliv, ki so ga imele te ženske.
Angleška historiografija 18. stoletja se osredotoča na diplomatske odnose z Irokezi, dopolnjene s podobami, kot je John Verelst's Štirje mohavški kralji in publikacijami, kot so anglo-irokeški pogodbeni postopki, ki jih je natisnil Benjamin Franklin. Vztrajna pripoved iz 19. in 20. stoletja prikazuje Irokeze kot »ekspanzivno vojaško in politično silo ... [ki je] podredila svoje sovražnike z nasilno silo in skoraj dve stoletji delovala kot opora v ravnotežju moči v kolonialni Severni Ameriki«.
Zgodovinar Scott Stevens je opazil, da so Irokezi sami začeli vplivati na pisanje svoje zgodovine v 19. stoletju, vključno z Joseph Brantom (Mohawk) in David Cusickom (Tuscarora, ok. 1780–1840). John Arthur Gibson (Seneca, 1850–1912) je bil pomembna osebnost svoje generacije pri pripovedovanju različic zgodovine Irokezov v epikah o Peacemakerju. Pomembne ženske zgodovinarke med Irokezi so se pojavile v naslednjih desetletjih, vključno z Lauro Minnie Kellogg (Oneida, 1880–1949) in Alice Lee Jemison (Seneca, 1901–1964).

### Ustanovitev lige
Irokeška liga je bila ustanovljena pred evropskim stikom, z združitvijo petih od mnogih irokeških ljudstev, ki so se pojavila južno od Velikih jezer. Mnogi arheologi in antropologi verjamejo, da je bila liga ustanovljena okoli leta 1450, čeprav so bili podani argumenti za zgodnejši datum. Nekateri viri povezujejo zgodnji izvor irokeške konfederacije s sprejetjem koruze kot osnovne poljščine.
Arheolog Dean Snow trdi, da arheološki dokazi ne podpirajo datuma pred letom 1450. Povedal je, da so nedavne trditve o veliko zgodnejšem datumu "morda za sodobne politične namene". Drugi strokovnjaki ugotavljajo, da so antropološki raziskovalci posvetovali le z moškimi informatorji, s čimer so izgubili polovico zgodovinske zgodbe, povedane v posebnih ustnih izročilih žensk. Zaradi tega se zgodbe o izvoru nagibajo k poudarjanju dveh moških, Deganawidah in Hiawatha, medtem ko ženska Jigonsaseh, ki igra pomembno vlogo v ženski tradiciji, ostaja večinoma neznana.
Za ustanovitelje Lige tradicionalno veljajo Dekanawida Veliki mirotvorec, Hiawatha in Jigonhsasee mati narodov, katere dom je deloval kot nekakšni Združeni narodi. Prinesli so mirotvorčev Veliki zakon miru prepirljivim irokeškim narodom, ki so se borili, ropali in se prepirali med seboj ter z drugimi plemeni, tako algonkinskimi kot irokeškimi. Pet narodov se je prvotno pridružilo Ligi, kar je povzročilo številne zgodovinske reference na "Pet narodov Irokezov". Z dodatkom južnih Tuscarora v 18. stoletju teh pet prvotnih plemen še vedno sestavlja Haudenosaunee v zgodnjem 21. stoletju: Mohawk, Onondaga, Oneida, Cayuga in Seneca.
Po legendi je bil zlobni poglavar Onondaga po imenu Tadodaho zadnji, ki sta ga Veliki mirotvorec in Hiawatha spreobrnila k miru. Ponudili so mu položaj naslovnega predsednika Sveta Lige, ki je predstavljal enotnost vseh narodov Lige. To naj bi se zgodilo pri jezeru Onondaga blizu današnjega Syracuse, New York. Naziv Tadodaho se še vedno uporablja za predsednika Lige, petdesetega poglavarja, ki sedi z Onondaga v svetu.
Irokezi so nato ustvarili zelo egalitarno družbo. Britanski kolonialni administrator je leta 1749 izjavil, da so imeli Irokezi "tako absolutne pojme svobode, da ne dovoljujejo nobene vrste nadrejenosti enega nad drugim in izganjajo vsako suženjstvo s svojih ozemelj". Ko so se napadi med plemeni članicami končali in so usmerili vojskovanje proti tekmecem, število Irokezov se je povečalo, medtem ko se je število njihovih tekmecev zmanjšalo. Politična kohezija Irokezov je hitro postala ena najmočnejših sil v severovzhodni Severni Ameriki v 17. in 18. stoletju.
Svet petdesetih Lige je odločal o sporih in iskal soglasje. Vendar konfederacija ni govorila v imenu vseh petih plemen, ki so še naprej delovala neodvisno in oblikovala lastne vojne skupine. Okoli leta 1678 je svet začel izvajati večjo moč pri pogajanjih s kolonialnimi vladami Pensilvanije in New Yorka, Irokezi pa so postali zelo spretni v diplomaciji, saj so Francoze igrali proti Britancem, kot so posamezna plemena prej igrala Švede, Nizozemce in Angleže.
Ljudstva, ki so govorila irokeške jezike, so bila vpletena v vojskovanje in trgovanje s sosednjimi člani Irokeške lige. Raziskovalec Robert La Salle je v 17. stoletju identificiral Mosopelea kot eno izmed ljudstev doline Ohia, ki so jih Irokezi premagali v zgodnjih 1670-ih. Erie in ljudstva zgornje doline Allegheny so propadla prej med "Beaver Wars". Do leta 1676 je bila moč Susquehannockov zlomljena zaradi posledic treh let epidemije bolezni, vojne z Irokezi in obmejnih bitk, saj so naseljenci izkoristili oslabljeno pleme.
Po eni teoriji zgodnje irokeške zgodovine so Irokezi, potem ko so se združili v Ligo, napadli Ohio River Valleyna ozemljih, ki so postala vzhodni Ohio Country vse do današnjega Kentuckyja, da bi poiskali dodatna lovišča. Izselili so približno 1.200 siouansko govorečih plemen iz doline reke Ohio, kot so Quapaw (Akansea), Ofo (Mosopelea) in Tutelo ter druga tesno povezana plemena iz regije. Ta plemena so se preselila v regije okoli reke Misisipi in Piedmont regije vzhodne obale.
Druga ljudstva, ki so govorila irokeške jezike, vključno z številčnimi Wyandot (Huron), s sorodno družbeno organizacijo in kulturami, so izumrla kot plemena zaradi bolezni in vojne.Niso se pridružili Ligi, ko so bili povabljeni, in so bili močno zmanjšani po bobrovih vojnah in visoki umrljivosti zaradi evrazijskih nalezljivih bolezni. Medtem ko so domorodni narodi včasih poskušali ostati nevtralni v različnih kolonialnih obmejnih vojnah, so se nekateri tudi povezali z Evropejci, kot v francoski in indijanski vojni, severnoameriški fronti sedemletne vojne. Šest narodov je bilo v tej vojni razdeljenih v svojih zavezništvih med Francozi in Britanci.

### Širitev
V knjigi Reflections in Bullough's Pond zgodovinarka Diana Muir trdi, da so bili predkontaktni Irokezi imperialistična, ekspanzionistična kultura, katere gojenje kmetijskega kompleksa koruze/fižola/buč (Tri sestre) jim je omogočilo vzdrževanje velike populacije. Vojno so vodili predvsem proti sosednjim algonkinskim ljudstvom. Muir uporablja arheološke podatke, da bi dokazala, da je bila irokeška širitev na algonkinska ozemlja zaustavljena z algonkinskim sprejetjem kmetijstva. To jim je omogočilo vzdrževanje lastnih populacij, dovolj velikih, da so se uprle irokeškemu osvajanju. Ljudje Konfederacije oporekajo tej zgodovinski interpretaciji, saj Ligo velikega miru obravnavajo kot temelj svoje dediščine.
Irokezi so morda Kwedech, opisani v ustnih legendah naroda Mikmak iz vzhodne Kanade. Te legende pripovedujejo, da so Mikmak v poznem predkontaktnem obdobju postopoma pregnali svoje sovražnike – Kwedech – proti zahodu čez New Brunswick in končno iz regije spodnje reke sv. Lovrenca. Mikmak so zadnje osvojeno ozemlje poimenovali Gespedeg ali 'zadnja dežela', iz česar so Francozi izpeljali Gaspé. "Kwedech" se na splošno štejejo za Irokeze, natančneje Mohawk; njihovo izgon iz Gaspéja s strani Mikmak je ocenjen na okoli 1535–1600.
Okoli leta 1535 je Jacques Cartier poročal o skupinah, ki so govorile irokeško, na polotoku Gaspé in ob reki St. Lawrence. Arheologi in antropologi so St. Lawrence Irokeze opredelili kot ločeno in samostojno skupino (in morda več ločenih skupin), ki so živele v vaseh Hochelaga in drugih bližnjih (blizu današnjega Montreala), ki jih je obiskal Cartier. Do leta 1608, ko je Samuel de Champlain obiskal območje, ta del doline reke St. Lawrence ni imel naselij, ampak so ga Mohawki nadzorovali kot lovišče. Usoda irokeškega ljudstva, ki ga je srečal Cartier, ostaja skrivnost in vse, kar je mogoče z gotovostjo trditi, je, da so bili ob prihodu Champlaina že izginili. Na polotoku Gaspé je Champlain srečal skupine, ki so govorile algonkinsko. Natančna identiteta katere koli od teh skupin je še vedno predmet razprav. 29. julija 1609 je Champlain pomagal svojim zaveznikom premagati mohawško vojno skupino ob obali današnjega jezera Champlain in ponovno junija 1610 se je Champlain boril proti Mohawkom.
Irokezi so v 17. stoletju postali dobro znani v južnih kolonijah. Po prvi angleški naselbini v Jamestownu v Virginiji (1607) jih številni opisi iz 17. stoletja opisujejo močno ljudstvo, ki ga je konfederacija Powhatan poznala kot Massawomeck, Francozi pa kot Antouhonoron. Rečeno je bilo, da prihajajo s severa, onkraj ozemlja Susquehannockov. Zgodovinarji so pogosto identificirali Massawomeck / Antouhonoron kot Haudenosaunee.
Leta 1649 je vojna skupina Irokezov, ki so jo večinoma sestavljali Seneki in Mohawki, uničila huronsko vas Wendake. To je na koncu povzročilo razpad huronskega naroda. Ker ni ostalo nobenega severnega sovražnika, so Irokezi obrnili svoje sile proti [Nevtralnim plemenom na severni obali jezer Erie in Ontario, Susquehannockom, njihovemu južnemu sosedu. Nato so uničili druga plemena, ki so govorila irokeške jezike, vključno z Erie na zahodu leta 1654, zaradi konkurence v trgovini s krznom. Nato so uničili Mohikance. Po svojih zmagah so vladali na območju od reke Misisipi do Atlantskega oceana; od reke sv. Lovrenca do zaliva Chesapeake.
Michael O. Varhola je trdil, da je njihov uspeh pri osvajanju in podjarmljenju okoliških narodov paradoksalno oslabil odziv domorodcev na evropsko rast, s čimer so postali žrtve lastnega uspeha.
Pet narodov Lige je vzpostavilo trgovinski odnos z Nizozemci v Fort Orange (današnji Albany, New York), kjer so trgovali s krznom za evropsko blago, kar je bil ekonomski odnos, ki je globoko spremenil njihov način življenja in povzročil veliko prekomernega lova na bobre.
Med letoma 1665 in 1670 so Irokezi ustanovili sedem vasi na severnih obalah Ontarijskega jezero v današnjem Ontariu, skupaj znanih kot Irokeške vasi severa. Vse vasi so bile opuščene do leta 1701.
V letih 1670–1710 so Pet narodov doseglo politično prevlado nad večino Virginije zahodno od gorovja Aligeni in se razširilo do doline reke Ohio v današnji Zahodni Virginiji in Kentuckyju. Kot rezultat bobrovih vojn so izrinili plemena, ki so govorila siouanske jezike in si pridržali ozemlje kot lovišče po zakonu močnejšega. Končno so britanskim kolonistom prodali svoje preostale zahteve do dežel južno od Ohia leta 1768 s Pogodb iz Fort Stanwixa.
Zgodovinar Pekka Hämäläinen piše o Ligi: "V Severni Ameriki ni bilo nikoli ničesar podobnega Ligi petih narodov. Noben drug domorodni narod ali konfederacija ni nikoli dosegla tako daleč, vodila tako ambiciozne zunanje politike ali vzbujala takšnega strahu in spoštovanja. Pet narodov je mešalo diplomacijo, ustrahovanje in nasilje, kot so narekovale okoliščine, ustvarjajoč merjeno nestabilnost, po kateri so se lahko orientirali le oni. Njihovo vodilno načelo je bilo, da se izognejo navezanosti na katero koli kolonijo, kar bi omejilo njihove možnosti in tvegalo izpostavljenost zunanjim manipulacijam."

### Bobrove vojne
Od leta 1609 je Liga sodelovala v desetletja trajajočih "Bobrovih vojnah" proti Francozom, njihovim Huronskim zaveznikom in drugim sosednjim plemenom, vključno s Petun, Erie in Susquehannock. Poskušali so nadzorovati dostop do divjadi za donosno trgovino s krznom, zato so napadli algonkinska ljudstva atlantske obale (Lenape ali Delaware), Anishinaabe iz borealnega kanadskega območja in nemalokrat tudi angleške kolonije. Med bobrovimi vojnami naj bi premagali in asimilirali Hurone (1649), Petune (1650), Nevtralno nacijo (1651), Erie pleme (1657) in Susquehannocke (1680). Tradicionalno mnenje je, da so bile te vojne način za nadzor donosne trgovine s krznom za nakup evropskega blaga, od katerega so postali odvisni. Starna to mnenje postavlja pod vprašaj.
Novejše raziskave so to mnenje podrobneje razdelale in trdijo, da so bile bobrove vojne stopnjevanje irokeške tradicije "žalnih vojn". To mnenje nakazuje, da so Irokezi sprožili obsežne napade na sosednja plemena, da bi se maščevali ali nadomestili številne mrtve iz bitk in epidemij črnih koz.
Leta 1628 so Mohawki premagali Mahicane, da bi si zagotovili monopol v trgovini s krznom z Nizozemci v Fort Orange (današnji Albany), Nova Nizozemska. Mohawk niso dovolili severnim domorodnim ljudstvom trgovati z Nizozemci. Do leta 1640 skoraj ni bilo več bobrov na njihovih ozemljih, kar je Irokeze zmanjšalo na posrednike v trgovini s krznom med indijanskimi ljudstvi na zahodu in severu ter Evropejci, ki so si želeli dragocenih debelih bobrovih kož. Leta 1645 je bil sklenjen začasen mir med Irokezi in Huroni, Algonquini ter Francozi.
Leta 1646 so jezuitski misijonarji v Sainte-Marie med Huroni odšli kot odposlanci v dežele Mohawk, da bi zaščitili negotov mir. Odnos Mohawkov do miru se je poslabšal, medtem ko so jezuiti potovali in njihovi bojevniki so napadli skupino na poti. Misijonarje so odpeljali v vas Ossernenon, Kanienkeh (Mohawk Nation) (blizu današnjega Auriesville, New York), kjer sta zmerna klana Želve in Volka priporočila, naj jih izpustijo, vendar so jezni člani klana Medveda 18. oktobra 1646 ubili Jeana de Lalandeja in Isaaca Joguesa. Katoliška cerkev je spominjala na dva francoska duhovnika in jezuitskega laičnega brata Renéja Goupila (ubitega 29. septembra 1642) kot med osmimi severnoameriškimi mučenci.
Leta 1649 med bobrovimi vojnami so Irokezi so nedavno kupljene nizozemske puške uporabili za napad na Hurone, zaveznike Francozov. Ti napadi, predvsem na huronska mesta Taenhatentaron (St. Ignace) in St. Louis v današnjem okrožju Simcoe v Ontariu, so bile zadnje bitke, ki so dejansko uničile huronsko konfederacijo. Jezuitske misije v Huronia na obalah Georgevega zaliva so bile opuščene zaradi napadov Irokezov, jezuiti pa so preživele Hurone vodili proti vzhodu, proti francoskim naselbinam na reki sv. Lovrenca. Jezuitske Relacije" so izrazile presenečenje, da so Pet narodov lahko dominirali območje »petsto lig naokoli, čeprav je njihovo število zelo majhno«. Od 1651 do 1652 so Irokezi napadli Susquehannocke, južno od njih v današnji Pensilvaniji, vendar brez trajnega uspeha.
Leta 1653 je narod Onondaga poslal mirovno povabilo Novi Franciji. Odprava jezuitov, ki jo je vodil Simon Le Moyne, je leta 1656 na njihovem ozemlju ustanovila Sainte Marie de Ganentaa. Misijo so bili prisiljeni opustiti do leta 1658, ko so se sovražnosti nadaljevale, verjetno zaradi nenadne smrti 500 domorodcev zaradi epidemije črnih koz, evropske nalezljive bolezni, na katero niso imeli imunitete.
Od 1658 do 1663 so bili Irokezi v vojni s Susquehannocki in njihovimi zavezniki Lenape in Provinco Maryland. Leta 1663 je bila velika invazijska sila Irokezov poražena pri glavni utrdbi Susquehannockov. Leta 1663 so bili Irokezi v vojni s plemenom Sokoki iz zgornjega toka reke Connecticut. Črne koze so ponovno udarile in zaradi bolezni, lakote in vojne so bili Irokezi ogroženi z izumrtjem. Leta 1664 je skupina Oneida napadla zaveznike Susquehannockov v zalivu Chesapeake.
Leta 1665 so trije od Petih narodov sklenili mir s Francozi. Naslednje leto je generalni guverner Nove Francije, markiz de Tracy, poslal karinjanski polk, da se sooči z Mohawki in Oneidi. Mohawki so se izognili bitki, vendar so Francozi požgali njihove vasi, ki so jih imenovali "gradovi" in njihove pridelke. Leta 1667 sta preostala dva irokeška naroda podpisala mirovno pogodbo s Francozi in se strinjala, da bodo misijonarjem dovolili obisk njihovih vasi. Francoski jezuitski misijonarji so bili Irokezom znani kot "črni plašči", ki so začeli spodbujati, da bi se katoliški spreobrnjenci preselili v Caughnawaga, Kanienkeh, zunaj Montreala. Ta pogodba je trajala 17 let.

#### 1670–1701
Okoli leta 1670 so Irokezi pregnali pleme Manahoac, ki je govorilo siouanščino, iz severnega območja Piedmont v Virginiji in začeli zahtevati lastništvo nad ozemljem. Leta 1672 jih je premagala vojna skupina Susquehannockov, Irokezi pa so zaprosili francoskega guvernerja Frontenaca za podporo:
Sramota bi bila zanj, če bi dovolil, da se njegovi otroci zatrejo, kot so se sami videli ...ker niso imeli sredstev za napad na njihovo utrdbo, ki je bila zelo močna, niti za obrambo, če bi jih drugi prišli napast v njihove vasi.
Nekatere stare zgodovine navajajo, da so Irokezi premagali Susquehannocke, vendar to ni dokumentirano in je dvomljivo. Leta 1677 so Irokezi sprejeli večino Susquehannockov, ki so govorili irokeško, v svoj narod.
Januarja 1676 je guverner kolonije New York Edmund Andros, poslal pismo poglavarjem Irokezov, v katerem jih je prosil za pomoč v "vojni kralja Filipa", saj so imeli angleški kolonisti v Novi Angliji velike težave v boju proti Wampanoagom, ki jih je vodil Metacom. V zameno za dragoceno orožje Angležev je irokeška vojna skupina februarja 1676 opustošila Wampanoage, uničila vasi in zaloge hrane ter zajela veliko ujetnikov.
Do leta 1677 so Irokezi sklenili zavezništvo z Angleži s sporazumom, znanim kot Zavezniška veriga. Do leta 1680 je bila Irokeška konfederacija v močnem položaju, saj je odpravila Susquehannocke in Wampanoage, zajela ogromno ujetnikov, da bi povečala svoje prebivalstvo in si zagotovila zavezništvo z Angleži, ki so dobavljali orožje in strelivo. Skupaj so zavezniki dosegli pat položaj v boju proti Francozom in njihovim zaveznikom Huronom, tradicionalnim sovražnikom Konfederacije. Irokezi so kolonizirali severno obalo Ontarijskega jezera in pošiljali roparske skupine proti zahodu vse do države Illinois. Plemena Illinoisa so bila sčasoma poražena, ne s strani Irokezov, ampak s strani Potawatomi plemena.
Leta 1679 so Susquehannocki s pomočjo Irokezov, napadli zaveznike Marylanda, indijansko nacijo Piscataway in Mattawoman. Mir je bil dosežen šele leta 1685. V istem obdobju so bili francoski jezuitski misijonarji aktivni v Irokeziji, kar je privedlo do prostovoljne množične preselitve mnogih Haudenosauneejev v dolino St. Lawrence pri Kahnawake in Kanesatake blizu Montreala. Namen Francozov je bil uporabiti katoliške Haudenosauneeje v dolini sv. Lovrenca kot varovalo, da bi angleško-zavezniška plemena Haudenosauneejev v današnjem severnem delu New Yorka, držali stran od središča francoske trgovine s krznom v Montrealu. Poskusi Angležev in Francozov, da bi izkoristili svoje zaveznike Haudenosauneeje, so bili neuspešni, saj sta obe skupini Haudenosauneejev pokazali »globoko nenaklonjenost ubijanju drug drugega«. Po preselitvi katoliških Irokezov v dolino St. Lawrence zgodovinarji običajno opisujejo Irokeze, ki živijo zunaj Montreala, kot kanadske Irokeze, medtem ko so tisti, ki so ostali v svojem zgodovinskem osrčju v sodobnem severnem delu New Yorka, opisani kot Irokezi Lige.
Leta 1684 se je generalni guverner Nove Francije, Joseph-Antoine Le Febvre de La Barre, odločil sprožiti kazensko odpravo proti Senecam, ki so napadali francoske in algonkvinske trgovce s krznom v dolini reke Mississippi in prosil katoliške Haudenosaunee, naj prispevajo borce. La Barrejeva odprava se je septembra 1684 končala s fiaskom, ko je med francoskimi troupes de la Marine izbruhnila gripa, medtem ko so kanadski irokeški bojevniki zavrnili boj in se namesto tega spuščali le v bitke žalitev s seneškimi bojevniki. Kralj Ludvik XIV. Francoski ni bil navdušen, ko je slišal za La Barrejev neuspeh, kar je privedlo do njegove zamenjave z Jacques-René de Brisayom, Marquis de Denonville (generalni guverner 1685–1689), ki je prispel avgusta z ukazi Sončnega kralja, naj uniči konfederacijo Haudenosaunee in ohrani čast Francije tudi v divjini Severne Amerike. Istega leta so Irokezi ponovno napadli Virginijo in ozemlje Illinoisa ter neuspešno napadli francoske postojanke v slednjem. V poskusu zmanjšanja vojskovanja v Shenandoah dolini v Virginiji se je pozneje istega leta kolonija Virginija na konferenci v Albanyju strinjala, da prizna pravico Irokezov do uporabe severno-južne poti, znane kot Great Warpath, ki poteka vzhodno od Blue Ridge Mountains, pod pogojem, da ne posegajo v angleške naselbine vzhodno od gorovja Aligeni.
Leta 1687 se je markiz de Denonville odpravil proti Fort Frontenac (današnji Kingston, Ontario) z dobro organizirano silo. Julija 1687 je Denonville s seboj na odpravo vzel mešano silo troupes de la Marine, francosko-kanadskih milic in 353 indijanskih bojevnikov iz jezuitskih misijonskih naselij, vključno z 220 Haudenosauneeji. Srečali so se pod zastavo premirja s 50 dednimi sachemi iz sveta Onondaga, na severni obali Ontarijskega jezera v današnjem južnem Ontariju. Denonville je ponovno zavzel utrdbo za Novo Francijo in 50 irokeških poglavarjev vklenil, jih poslal v Marseille, Francija, da bi jih uporabili kot sužnje na galejah. Nekateri katoliški Haudenosauneeji so bili ogorčeni nad to izdajo diplomatske skupine, kar je privedlo do tega, da jih je vsaj 100 dezertiralo k Senekom. Denonville je utemeljil zasužnjevanje ljudi, ki jih je srečal, rekoč, da kot 'civiliziran Evropejec' ne spoštuje običajev 'divjakov' in bo z njimi ravnal, kot mu bo všeč. 13. avgusta 1687 je predhodnica francoskih vojakov naletela na seneškko zasedo in bila skoraj v celoti pobita; vendar so Seneki pobegnili, ko je prišla glavna francoska sila. Preostali katoliški Haudenosaunee bojevniki so zavrnili preganjanje umikajočih se Senekov.
Denonville je opustošil deželo Seneca plemena, pristal s francosko armado v Irondequoit Bay, udaril naravnost v središče seneške moči in uničil številne njihove vasi. Seneki so bežali pred napadom in se premaknili dlje proti zahodu, vzhodu in jugu ob Susquehanna reki. Čeprav je bila njihova domovina močno oškodovana, vojaška moč Senekov ni bila bistveno oslabljena. Konfederacija in Seneki so razvili zavezništvo z Angleži, ki so se naseljevali na vzhodu. Uničenje seneške dežele je razjezilo člane Irokeške konfederacije. 4. avgusta 1689 so se maščevali z požigom Lachine, Quebec, majhnega mesta ob Montrealu. 1500 irokeških bojevnikov je že več mesecev pred tem nadlegovalo obrambo Montreala.
Končno so izčrpali in premagali Denonvilla in njegove sile. Njegovemu mandatu je sledila vrnitev Louis de Buade de Frontenaca za naslednjih devet let (1689–1698). Frontenac je pripravil novo strategijo za oslabitev Irokezov. Kot dejanje sprave je lociral 13 preživelih poglavarjev od prvotnih 50 in se z njimi oktobra 1689 vrnil v Novo Francijo. Leta 1690 je Frontenac uničil Schenectady, Kanienkeh, leta 1693 pa je požgal tri druge mohavške vasi in zajel 300 ujetnikov.
Leta 1696 se je Frontenac odločil, da se bo kljub 76 letom starosti podal na bojno polje proti Irokezom. Odločil se je, da bo napadel Oneide in Onondage, namesto Mohawkov, ki so bili najljubši sovražniki Francozov. 6. julija je zapustil Lachine na čelu precejšnje sile in odpotoval v prestolnico Onondage, kamor je prispel mesec dni kasneje. S podporo Francozov so algonkinski narodi pregnali Irokeze z ozemelj severno od Eriejskega jezera in zahodno od današnjega Clevelanda v Ohiu, regij, ki so jih osvojili med bobrovimi vojnami. Medtem so Irokezi zapustili svoje vasi. Ker je bilo zasledovanje neizvedljivo, se je francoska vojska 10. avgusta začela vračati. Pod Frontenacovim vodstvom je kanadska milica postajala vse spretnejša v gverilskem bojevanju, prenašala je vojno na ozemlje Irokezov in napadala številna angleška naselja. Irokezi nikoli več niso ogrožali francoske kolonije.
Med vojno kralja Williama (severnoameriški del vojne Velike alianse) so bili Irokezi zavezniki Angležev. Julija 1701 so sklenili Nanfanski sporazum, s katerim so Angležem prepustili veliko ozemlje severno od reke Ohio. Irokezi so trdili, da so to ozemlje osvojili 80 let prej. Francija sporazuma ni priznala, saj je imela v tistem času na ozemlju naselja, Angleži pa praktično nobenih. Medtem so se Irokezi pogajali o miru s Francozi; skupaj so istega leta podpisali "Veliki mir" v Montrealu.

### Francoske in indijanske vojne
Po mirovni pogodbi s Francozi leta 1701 so Irokezi ostali večinoma nevtralni. V 17. stoletju so si Irokezi pridobili strašljiv ugled med Evropejci in politika Šestih narodov je bila, da ta ugled izkoristijo za igranje Francozov proti Britancem, da bi iztržili največjo možno količino materialnih nagrad. Leta 1689 je angleška krona Šestim narodom zagotovila blago v vrednosti 100 £ v zameno za pomoč proti Francozom, leta 1693 so Irokezi prejeli blago v vrednosti 600 £, leta 1701 pa so Šest narodov prejeli blago v vrednosti 800 £.
Med vojno kraljice Ane (severnoameriški del vojne za špansko nasledstvo) so bili vpleteni v načrtovane napade proti Francozom. Pieter Schuyler, župan Albanyja, je uredil, da so trije mohavški poglavarji in poglavar Mahikanov (napačno znani kot Štirje mohavški kralji) leta 1710 odpotovali v London, da bi se srečali s kraljico Ano v prizadevanju za sklenitev zavezništva z Britanci. Kraljica Ana je bila tako navdušena nad svojimi obiskovalci, da je naročila njihove portrete pri dvornem slikarju Johnu Verelstu. Portreti veljajo za najzgodnejše ohranjene oljne portrete avtohtonih ljudstev, narejene za življenja.
V začetku 18. stoletja, po krvavem spopadu z belimi naseljenci v Severni in Južni Karolini so se Tuscarora postopoma selili proti severu, proti Pensilvaniji in New Yorku. Zaradi skupnih jezikovnih in kulturnih podobnosti so se Tuscarora postopoma povezali z Irokezi in leta 1722, po sponzorstvu Oneida, vstopili v konfederacijo kot šesta indijanska nacija.
Irokeški program do poraženih plemen je dajal prednost asimilaciji znotraj 'Zavezniške verige' in Velikega zakona miru, pred množičnim pokolom. Tako Lenape kot Shawnee so bili za kratek čas podrejeni Šestim narodom, medtem ko so se podjarmljena irokeška ljudstva v naslednjem obdobju pojavila kot Mingo, ki so govorili narečje, podobno senekanskemu, v regiji Ohio. Med vojno za špansko nasledstvo, Američanom znano kot "vojna kraljice Ane", so Irokezi ostali nevtralni, čeprav so se nagibali k Britancem. Anglikanski misijonarji so bili aktivni med Irokezi in so zanje razvili sistem pisanja.
Leta 1721 in 1722 je podguverner Virginije Alexander Spotswood sklenil novo pogodbo v Albanyju z Irokezi, s katero je obnovil Zavezniško verigo in se strinjal, da bo Blue Ridge priznal kot razmejitev med kolonijo Virginija in Irokezi. Toda ko so se evropski naseljenci v tridesetih letih 18. stoletja začeli seliti onkraj Blue Ridgea in v dolino Shenandoah, so Irokezi ugovarjali. Virginijski uradniki so jim povedali, da je razmejitev namenjena preprečevanju Irokezov, da bi posegali vzhodno od Blue Ridgea, vendar ni preprečevala Angležem, da bi se širili zahodno. Napetosti so se v naslednjih desetletjih povečale in Irokezi so bili na robu vojne z virginijsko kolonijo. Leta 1743 jim je guverner Sir William Gooch plačal vsoto 100 funtov šterlingov za vso naseljeno zemljo v dolini, ki so jo zahtevali Irokezi. Naslednje leto so Irokezi na pogodbi v Lancasterju prodali Virginiji vse svoje preostale zahtevke v dolini Shenandoah za 200 funtov v zlatu.
Med francosko in indijansko vojno (severnoameriško prizorišče sedemletne vojne) se je Irokeška liga postavila na stran Britancev proti Francozom in njihovim algonkinskim zaveznikom, ki so bili tradicionalni sovražniki. Irokezi so upali, da jim bo pomoč Britancem prinesla tudi usluge po vojni. Malo irokeških bojevnikov se je pridružilo kampanji. Nasprotno, kanadski Irokezi so podpirali Francoze.
Leta 1711 so begunci iz današnje jugozahodne Nemčije, znani kot Palatinci, zaprosili irokeške klanske matere za dovoljenje za naselitev na njihovi zemlji. Do pomladi 1713 je približno 150 palatinskih družin najelo zemljo od Irokezov. Irokezi so Palatince naučili, kako gojiti Tri sestre, kot so imenovali svoje osnovne pridelke fižola, koruze in buč, ter kje najti užitne oreščke, korenine in jagodičevje. V zameno so Palatinci Irokeze naučili, kako gojiti pšenico in oves ter kako uporabljati železne pluge in motike za kmetovanje. Zaradi denarja, zasluženega z najemom zemlje Palatincem, so se irokeške elite odrekle življenju v dolgih hišah in začele živeti v hišah evropskega sloga, z dohodkom, enakim dohodku angleške družine srednjega razreda. Do sredine 18. stoletja se je razvil večkulturni svet, v katerem so Irokezi živeli skupaj z nemškimi in škotsko-irskimi naseljenci. Naselja Palatincev so bila prepletena z irokeškimi vasmi. Leta 1738 se je Irokezem pridružil Irec Sir William Johnson, ki je bil uspešen trgovec s krznom. Johnson, ki je obogatel s trgovino s krznom in špekulacijami z zemljo, se je naučil jezikov Irokezov in postal glavni posrednik med Britanci in Ligo. Leta 1745 je bil Johnson imenovan za severnega nadzornika indijanskih zadev, s čimer je formaliziral svoj položaj.
9. julija 1755 je bila sila rednih vojakov britanske vojske in milice Virginije pod generalom Edwardom Braddockom, ki je napredovala v dolino reke Ohio, skoraj popolnoma uničena s strani Francozov in njihovih indijanskih zaveznikov v Francoska_in_indijanska_vojna#Britanske_kampanje,_1755bitki pri Monongaheli. Johnson, ki je imel nalogo, da Ligo Irokezov pridobi na britansko stran, je vodil mešano anglo-irokeško silo do zmage pri Lac du St Sacrement, Britancem znanem kot jezero George. V bitki pri jezeru George je skupina katoliških Mohawk (iz Kahnawake) in francoskih sil napadla britansko kolono, ki so jo vodili Mohawki; Mohawki so bili globoko vznemirjeni, saj so svojo konfederacijo ustvarili za mir med ljudstvi in se niso medsebojno bojevali. Johnson je poskušal napasti silo 1.000 francoskih vojakov in 700 kanadskih Irokezov pod poveljstvom barona Dieskaua, ki je napad odbil in ubil starega vojnega poglavarja Mohawk, Petra Hendricksa. 8. septembra 1755 je Diskau napadel Johnsonov tabor, vendar je bil odbit z velikimi izgubami. Čeprav je bila bitka pri jezeru George britanska zmaga, so velike izgube, ki so jih utrpeli Mohawki in Oneide v bitki povzročile, da je Liga razglasila nevtralnost v vojni. Kljub Johnsonovim najboljšim prizadevanjem so Irokezi Lige ostali nevtralni naslednjih nekaj let in vrsta francoskih zmag pri Oswegu, Louisbourgu, Fort William Henry in Fort Carillon je zagotovila, da se Irokezi Lige ne bodo borili na strani, ki se je zdela poražena.
Februarja 1756 so Francozi od vohuna Oratoryja, poglavarja Oneid, izvedeli, da Britanci kopičijo zaloge na Oneida Carrying Place, ključnem prehodu med Albanyjem in Oswegom, da bi podprli ofenzivo spomladi v današnji Ontario. Ker so se zamrznjene vode južno od jezera Ontario stopile povprečno dva tedna pred vodami severno od jezera Ontario, bi se Britanci lahko premaknili proti francoskim bazam v Fort Frontenac in Fort Niagara, preden bi francoske sile v Montrealu lahko prišle na pomoč, kar je z francoskega vidika narekovalo preventivni napad na Oneida Carrying Place pozimi. Za izvedbo tega napada je markiz de Vaudreuil, generalni guverner Nove Francije, nalogo dodelil Gaspardu-Josephu Chaussegrosu de Léryju, častniku troupes de le Marine, ki je zahteval in prejel pomoč kanadskih Irokezov, da bi ga vodili do Oneida Carrying Place. Kanadski Irokezi so se pridružili odpravi, ki je zapustila Montreal 29. februarja 1756, pod pogojem, da se bodo borili le proti Britancem, ne pa proti Irokezem Lige in da ne bodo napadli utrdbe.
13. marca 1756 je popotnik Indijanec Oswegatchie obvestil odpravo, da so Britanci zgradili dve utrdbi na Oneida Carrying Place, zaradi česar se je večina kanadskih Irokezov želela obrniti nazaj, ker so trdili, da bi tveganje napada na utrdbo pomenilo preveč žrtev in mnogi so dejansko opustili odpravo. 26. marca 1756 je Léryjeva sila troupes de le Marine in francosko-kanadskih milic, ki niso jedli dva dni, prejela nujno potrebno hrano, ko so kanadski Irokezi napadli britanski pratež, ki je prinašal zaloge v Fort William in Fort Bull. Kar zadeva kanadske Irokeze, je bil napad uspešen, saj so zajeli 9 vozov, polnih zalog in ujeli 10 ujetnikov, ne da bi izgubili enega človeka in zanje je bil čelni napad na dve leseni utrdbi, kot je želel Léry, neracionalen. Kanadski Irokezi so Léryju sporočili: "če sem absolutno želel umreti, sem bil gospodar Francozov, vendar me ne bodo sledili". Na koncu se je približno 30 kanadskih Irokezov nerado pridružilo Léryjevemu napadu na Fort Bull zjutraj 27. marca 1756, ko so Francozi in njihovi indijanski zavezniki napadli utrdbo in si končno prebili pot skozi glavna vrata z ovnom opoldne. Od 63 ljudi v Fort Bullu, od katerih je bila polovica civilistov, so preživeli le 3 vojaki, en mizar in ena ženska [, kot je poročal Léry: »Nisem mogel zadržati žara vojakov in Kanadčanov. Ubili so vsakogar, ki so ga srečali«. Nato so Francozi uničili vse britanske zaloge in samo Fort Bull, kar je zavarovalo zahodni bok Nove Francije. Istega dne je glavna sila kanadskih Irokezov napadla reševalno silo iz Fort Williama, ki je prihajala na pomoč Fort Bullu in niso pobili svojih ujetnikov, kot so Francozi storili pri Fort Bullu; za Irokeze so bili ujetniki zelo dragoceni, saj so povečali velikost plemena.
Ključna razlika med evropskim in prvotnim načinom vojskovanja je bila v tem, da je imela Evropa milijone ljudi, kar je pomenilo, da so bili britanski in francoski generali pripravljeni videti na tisoče svojih mož umreti v bitki, da bi si zagotovili zmago, saj so se njihove izgube vedno lahko nadomestile; nasprotno, Irokezi so imeli bistveno manjše prebivalstvo in si niso mogli privoščiti velikih izgub, kar bi lahko ohromilo skupnost. Irokeška navada "žalostnih vojn" za zajemanje ujetnikov, ki bi postali Irokezi, je odražala nenehno potrebo po več ljudeh v irokeških skupnostih. Irokeški bojevniki so bili pogumni, vendar bi se borili do smrti le, če bi bilo to nujno, običajno za zaščito svojih žensk in otrok; sicer je bila ključna skrb irokeških poglavarjev vedno ohraniti delovno silo. Kanadski zgodovinar D. Peter MacLeod je zapisal, da je bil irokeški način vojskovanja osnovan na njihovi lovski filozofiji, kjer bi uspešen lovec učinkovito ubil žival, ne da bi pri tem utrpel kakršne koli izgube v svoji lovski skupini, in na enak način bi uspešen vojaški vodja povzročil izgube sovražniku, ne da bi pri tem utrpel kakršne koli izgube v zameno.
Irokezi so se ponovno vključili v vojno na britanski strani šele konec leta 1758, potem ko so Britanci zavzeli Louisbourg in Fort Frontenac. Na pogodbi v Fort Eastonu oktobra 1758 so Irokezi prisilili Lenape in Shawnee, ki so se borili za Francoze, da so razglasili nevtralnost. Julija 1759 so Irokezi pomagali Johnsonu zavzeti Fort Niagara. V naslednji kampanji so Irokezi lige pomagali generalu Jeffreyju Amherstu, ko je zavzemal različne francoske utrdbe ob Velikih jezerih in dolini reke sv. Lovrenca, ko je napredoval proti Montrealu, ki ga je zavzel septembra 1760. Britanski zgodovinar Michael Johnson je zapisal, da so Irokezi »igrali pomembno podporno vlogo« pri končni britanski zmagi v sedemletni vojni. Leta 1763 je Johnson zapustil svoj stari dom Fort Johnson in se preselil na razkošno posestvo, ki jo je imenoval Johnson Hall, ki je postala središče družabnega življenja v regiji. Johnson je bil blizu dvema belima družinama, Butlerjevim in Croghanovim, ter trem mohavškim družinam, Brantovim, Hillovim in Petersovim.
Po vojni je britanska vlada, da bi zaščitila svoje zavezništvo, izdala "Kraljevo proklamacijo" iz leta 1763, ki je prepovedovala belo naseljevanje onkraj Apalačev. Ameriški kolonisti so ukaz v veliki meri ignorirali, Britanci pa niso imeli dovolj vojakov, da bi ga uveljavili.
Soočeni s spopadi so se Irokezi strinjali, da ponovno prilagodijo mejo v pogodbi iz Fort Stanwixa (1768). Sir William Johnson, 1. baronet, britanski nadzornik za indijanske zadeve za severno okrožje, je sklical irokeške narode na veliko konferenco v zahodnem New Yorku, ki se je je udeležilo skupno 3102 Indijancev. Z Johnsonom so imeli dolgo časa dobre odnose, saj je z njimi trgoval in se naučil njihovih jezikov in običajev. Kot je Alan Taylor opazil v svoji zgodovini, The Divided Ground: Indians, Settlers, and the Northern Borderland of the American Revolution (2006), so bili Irokezi ustvarjalni in strateški misleci. Odločili so se, da britanski kroni prodajo vse svoje preostale zahteve po zemljiščih med rekama Ohio in Tennessee, ki jih niso zasedali, v upanju, da bodo s tem odvrnili angleški pritisk na svoja ozemlja v provinci New York.

### Ameriška revolucija
Med ameriško revolucijo so Irokezi sprva poskušali ostati nevtralni. Duhovnik Samuel Kirkland, kongregacijski minister, ki je delal kot misijonar, je pritiskal na Oneide in Tuscarore za proameriško nevtralnost, medtem ko sta Guy Johnson in njegov bratranec John Johnson pritiskala na Mohavke, Cayuge in Seneke, naj se borijo za Britance. Pod pritiskom, da se pridružijo eni ali drugi strani, so se Tuscarore in Oneide postavili na stran kolonistov, medtem ko so Mohavki, Seneke, Onondage in Cayuge ostali zvesti Veliki Britaniji, s katero so imeli močnejše odnose. Joseph Louis Cook je ponudil svoje storitve Združenim državam in prejel kongresno imenovanje za podpolkovnika – najvišji čin, ki ga je imel kateri koli domorodni Američan med vojno. Mohavški vojaški poglavar Joseph Brant je skupaj z Johnom Butlerjem in Johnom Johnsonom zbral rasno mešane sile neregularnih vojakov, da bi se borili za krono. Molly Brant je bila zunajzakonska žena sira Williama Johnsona in prav po njenem pokroviteljstvu je njen brat Joseph postal vojaški poglavar.
Mohawški vojaški poglavar Joseph Brant, drugi vojaški poglavarji in britanski zavezniki so izvedli številne operacije proti obmejnim naseljem v dolini Mohawk, vključno s pokolom v Cherry Valley, uničeval mnoge vasi in pridelke ter ubijal in zajemal prebivalce. Uničujoči napadi Branta in drugih lojalistov so privedli do prošenj za pomoč kongresu. Kontinentalci so se maščevali in leta 1779 je George Washington ukazal Sullivanovo kampanjo, ki sta jo vodila polkovnik Daniel Brodhead in general John Sullivan, proti narodom Irokezov, da bi »ne le preplavili, ampak uničili« britansko-indijansko zavezništvo. Po zahodnem New Yorku so požgali številne irokeške vasi in skladišča; begunci so se preselili na sever v Kanado. Do konca vojne je le malo hiš in skednjev v dolini preživelo vojskovanje. Po Sullivanovi odpravi je Brant obiskal Quebec City, da bi generala sira Fredericka Haildmanda prosil za zagotovila, da bodo Mohawki in drugi lojalistični Irokezi prejeli novo domovino v Kanadi kot nadomestilo za njihovo zvestobo kroni, če bi Britanci izgubili.
Ameriška revolucija je povzročila veliko delitev med kolonisti, med patrioti in lojalisti ter velik delež (30–35 %), ki so bili nevtralni; povzročila je delitev med kolonijami in Veliko Britanijo, povzročila pa je tudi razkol, ki je razbil Irokeško konfederacijo. Na začetku revolucije so se Šest narodov Irokeške konfederacije poskušali postaviti na nevtralno stališče. Vendar pa so se skoraj neizogibno narodi Irokezov sčasoma morali postaviti na eno stran v konfliktu. Lahko je razumeti, kako bi ameriška revolucija povzročila konflikt in zmedo med Šestimi narodi. Dolga leta so bili navajeni razmišljati o Angležih in njihovih kolonistih kot o enem in istem ljudstvu. V ameriški revoluciji se je Irokeška konfederacija zdaj morala ukvarjati z odnosi med dvema vladama.
Prebivalstvo Irokeške konfederacije se je od prihoda Evropejcev bistveno spremenilo. Bolezni so zmanjšale njihovo prebivalstvo na delček tistega, kar je bilo v preteklosti. Zato je bilo v njihovem najboljšem interesu, da so bili na dobri strani tistega, ki bi se izkazal za zmagovalno stran v vojni, saj bi zmagovalna stran narekovala, kakšni bodo prihodnji odnosi z Irokezi v Severni Ameriki. Ukvarjanje z dvema vladama je oteževalo ohranjanje nevtralnega stališča, saj bi vlade zlahka postale ljubosumne, če bi konfederacija več sodelovala ali trgovala z eno stranjo kot z drugo, ali celo, če bi obstajalo zgolj zaznavanje favoriziranja. Zaradi te zahtevne situacije so se morali Šest narodov odločiti za stran. Oneida in Tuscarora sta se odločila podpreti ameriške koloniste, medtem ko so se preostali člani Irokeške lige (Cayuga, Mohawk, Onondaga in Seneca) postavili na stran Britancev in njihovih lojalistov med kolonisti.
Obstajalo je veliko razlogov, zakaj Šest narodov ni moglo ostati nevtralnih in neudeleženih v revolucionarni vojni. Eden od teh je preprosta bližina; Irokeška konfederacija je bila preblizu dogajanju vojne, da ne bi bila vpletena. Šest narodov je bilo zelo nezadovoljnih z vdorom Angležev in njihovih kolonistov na njihovo zemljo. Posebej so bili zaskrbljeni zaradi meje, določene v Proklamaciji iz leta 1763 in Pogodbi iz Fort Stanwixa iz leta 1768.
Med ameriško revolucijo je bila avtoriteta britanske vlade nad mejo močno sporna. Kolonisti so to poskušali čim bolj izkoristiti z iskanjem lastnega dobička in zahtevanjem nove zemlje. Leta 1775 so bili Šest narodov še vedno nevtralni, ko je »mohavškega človeka ubil kontinentalni vojak«. Takšen primer kaže, kako jih je bližina vojne Šestih narodov potegnila vanjo. Bili so zaskrbljeni, da bodo ubiti in o tem, da so jim vzeli zemljo. Niso mogli pokazati šibkosti in preprosto pustiti kolonistom in Britancem, da delajo, kar hočejo. Mnogi Angleži in kolonisti niso spoštovali preteklih pogodb. »Številni podaniki Njegovega Veličanstva v ameriških kolonijah so razglas videli kot začasno prepoved, ki bo kmalu omogočila odprtje območja za naselitev ... in da je bil to preprosto dogovor za pomiritev Indijancev«. Šest narodov se je moralo postaviti, da bi pokazali, da ne bodo sprejeli takšnega ravnanja, in si prizadevali zgraditi odnos z vlado, ki bi spoštovala njihovo ozemlje.
Poleg bližine vojne sta nov življenjski slog in ekonomija Irokeške konfederacije od prihoda Evropejcev v Severno Ameriko Irokezem skoraj onemogočila, da bi se izolirali od konflikta. Do takrat so Irokezi postali odvisni od trgovine z blagom Angležev in kolonistov ter so prevzeli številne evropske običaje, orodja in orožja. Na primer, bili so vse bolj odvisni od strelnega orožja za lov. Ko so postali tako odvisni, bi bilo težko celo razmišljati o prekinitvi trgovine, ki je prinašala blago, ki je bilo osrednji del vsakdanjega življenja.
Kot je izjavila Barbara Graymont, "Njihova naloga je bila nemogoča, da bi ohranili nevtralnost. Njihova gospodarstva in življenja so postala tako odvisna drug od drugega zaradi trgovanja z blagom in koristi, da je bilo nemogoče ignorirati konflikt. Medtem so morali poskušati uravnotežiti svoje interakcije z obema skupinama. Niso želeli, da bi se zdelo, da dajejo prednost eni skupini pred drugo, zaradi sprožanja ljubosumja in suma na obeh straneh". Poleg tega so Angleži skozi leta sklenili številne sporazume s Šestimi narodi, vendar je večina vsakodnevnih interakcij Irokezev potekala s kolonisti. To je Irokezem povzročilo zmedeno situacijo, ker niso mogli ugotoviti, kdo so pravi dediči sporazuma, in niso mogli vedeti, ali bodo kolonisti še naprej spoštovali sporazume z Anglijo, če bi ti zmagali v boju za neodvisnost.
Podpora kateri koli strani v revolucionarni vojni je bila zapletena odločitev. Vsak narod je individualno pretehtal svoje možnosti, da bi prišel do končnega stališča, ki je na koncu prekinilo nevtralnost in končalo kolektivni sporazum Konfederacije. Britanci so bili očitno najbolj organizirani in navidezno najmočnejši. V mnogih primerih so Britanci Irokezem predstavili situacijo, kot da so kolonisti le 'nagajivi otroci'. Po drugi strani pa so Irokezi menili, da "je britanska vlada oddaljena tri tisoč milj. To jih je postavilo v slabši položaj pri poskusih uveljavljanja tako razglasa iz leta 1763 kot pogodbe v Fort Stanwixu iz leta 1768 proti lačnim mejnim prebivalcem." Z drugimi besedami, čeprav so bili Britanci najmočnejša in najbolje organizirana frakcija, so imeli Šest narodov pomisleke ali bodo resnično lahko uveljavili svoje sporazume s tako velike razdalje.
Irokezi so imeli pomisleke tudi glede kolonistov. Britanci so prosili za podporo Irokezev v vojni. "Leta 1775 je kontinentalni kongres poslal delegacijo Irokezem v Albany, New York, da bi jih prosil za nevtralnost v prihajajoči vojni proti Britancem". V preteklih letih je bilo jasno, da kolonisti niso spoštovali zemljiških sporazumov, sklenjenih leta 1763 in 1768. Irokeška konfederacija je bila še posebej zaskrbljena zaradi možnosti, da bi kolonisti zmagali v vojni, kajti če bi prišlo do revolucionarne zmage, so Irokezi to zelo videli kot predhodnico odvzema njihove zemlje s strani zmagovitih kolonistov, ki jih ne bi več omejevala britanska krona. častniki kontinentalne vojske, kot je bil George Washington, so poskušali uničiti Irokeze.
Nasprotno pa so kolonisti vzpostavili najbolj neposredne odnose z Irokezi zaradi njihove bližine in trgovskih vezi. Večinoma so kolonisti in Irokezi živeli v relativnem miru od prihoda Angležev na celino stoletje in pol prej. Irokezi so morali ugotoviti ali so njihovi odnosi s kolonisti zanesljivi, ali pa bi Angleži bolje služili njihovim interesom. Prav tako so morali ugotoviti ali so res kakšne razlike med tem, kako bi jih obravnavali Angleži in kolonisti.
Vojna se je nadaljevala in Irokezi so prekinili svojo konfederacijo. Stoletja precedensov in kolektivne vlade so bila povožena z ogromnostjo ameriške revolucionarne vojne. Oneida in Tuscarora sta se odločila podpreti koloniste, medtem ko je preostanek Irokeške lige (Cayuga, Mohawk, Onondaga in Seneca) stopil na stran Britancev in lojalistov. Ob koncu vojne se je uresničil strah, da kolonisti ne bodo spoštovali prošenj Irokezov, še posebej potem, ko se je večina Šestih narodov odločila stopiti na stran Britancev in jih novo neodvisni Američani niso več imeli za zaupanja vredne. Leta 1783 je bil podpisan Pariški sporazum. Medtem ko je sporazum vključeval mirovne sporazume med vsemi evropskimi narodi, vpletenimi v vojno in novorojenimi Združenimi državami, ni vseboval določb za Irokeze, ki so bili prepuščeni obravnavi nove vlade ZDA, kot se ji je zdelo primerno.

### Po vojni
Po revolucionarni vojni je bilo starodavno osrednje ognjišče Lige ponovno vzpostavljeno pri Buffalo River (New York). ZDA in Irokezi so leta 1784 podpisali Sporazum iz Fort Stanwixa, po katerem so Irokezi Američanom odstopili velik del svoje zgodovinske domovine, čemur je sledil še en sporazum leta 1794 v Canandaigui, s katerim so Američanom odstopili še več zemlje. Guverner zvezne države New York George Clinton je nenehno pritiskal na Irokeze, naj prodajo svojo zemljo belim naseljencem,in ker je alkoholizem postal velik problem v skupnostih Irokezov, so mnogi prodali svojo zemljo, da bi kupili več alkohola, običajno nepoštenim agentom zemljiških podjetij. Hkrati so se ameriški naseljenci še naprej potiskali na ozemlja onkraj reke Ohio, kar je privedlo do vojne med Zahodno konfederacijo in ZDA. Eden od poglavarjev Irokezov, Cornplanter, je preostale Irokeze v zvezni državi New York prepričal, naj ostanejo nevtralni in se ne pridružijo Zahodni konfederaciji. Hkrati so ameriške politike, da bi Irokeze bolj ustalili, začele kazati nekaj učinka. Tradicionalno je bilo za Irokeze kmetovanje žensko delo, lov pa moško delo; v začetku 19. stoletja so ameriške politike, da bi moški obdelovali zemljo in prenehali loviti, imele učinek. V tem času so Irokezi, ki so živeli v zvezni državi New York, postali demoralizirani, saj je bilo več njihove zemlje prodane zemljiškim špekulantom, medtem ko so alkoholizem, nasilje in razpadle družine postali veliki problemi na njihovih rezervatih. Oneida in Cayuga sta prodala skoraj vso svojo zemljo in se preselila iz svojih tradicionalnih domovin.
Do leta 1811 so metodistični in episkopalni misijonarji ustanovili misije za pomoč Oneidam in Onondagam v zahodnem New Yorku. Vendar so se beli naseljenci še naprej selili na to območje. Do leta 1821 se je skupina Oneidov, ki jo je vodil Eleazer Williams, sin ženske Mohawk, odpravila v Wisconsin, da bi kupila zemljo od Menominee in Winnebago in tako preselila svoje ljudi še bolj proti zahodu. Leta 1838 je podjetje Holland Land Company uporabilo ponarejene dokumente, da bi prevaralo Seneke za skoraj vso njihovo zemljo v zahodnem New Yorku, vendar je kvekerski misijonar Asher Wright sprožil tožbe, ki so privedle do vrnitve enega od rezervatov Senekov leta 1842 in drugega leta 1857. Vendar pa sta še v petdesetih letih prejšnjega stoletja tako ameriška kot newyorška vlada zaplenili zemljo, ki je pripadala Šestim narodom, za ceste, jezove in zbiralnike, pri čemer je bila zemlja, dana Cornplanterju za preprečitev, da bi se Irokezi pridružili Zahodni konfederaciji v devetdesetih letih 18. stoletja, prisilno odkupljena z eminentno domeno in poplavljena za jez Kinzua.
Stotnik Joseph Brant in skupina Irokezov so zapustili New York, da bi se naselili v provinci Quebec (današnji Ontario). Da bi delno nadomestili zemljo, ki so jo izgubili v dolini Mohawk in drugod zaradi svoje usodne zavezništva z britansko krono, jim je Haldimandova proklamacija]podelila veliko zemljišče ob reki Grand, pri Prvem narodu Šestih narodov reke Grand. Brantov prehod reke je dal prvotno ime območju: Brant's Ford. Do leta 1847 so se evropski naseljenci začeli naseljevati v bližini in vas poimenovali Brantford. Prvotna naselbina Mohawk je bila na južnem robu današnjega kanadskega mesta na lokaciji, ki je še vedno ugodna za spuščanje in pristajanje kanujev. V tridesetih letih 19. stoletja so se številni dodatni Onondaga, Oneida, Seneca, Cayuga in Tuscarora preselili na Indijansko ozemlje, v provinco Zgornja Kanada in Wisconsin.

### Na zahodu
Mnogi Irokezi (predvsem Mohawk) in Métisi irokeškega porekla, ki so živeli v Spodnji Kanadi (predvsem v Kahnawake), so se zaposlili pri montrealskem podjetju North West Company med njenim obstojem od 1779 do 1821 in postali voyageurs ali svobodni trgovci, ki so delali v severnoameriški trgovini s krznom vse do Skalnega gorovja. Znano je, da so se naselili na območju okoli Jasper's House, Alberta in morda celo do Finlay reke in severno do območij Pouce Coupe in Dunvegan, kjer so ustanovili nove avtohtone skupnosti, ki so se ohranile do danes in trdijo, da so bodisi Prvi narodi bodisi Métisi in imajo avtohtone pravice. Michel Band, gorski Métisi, in Aseniwuche Winewak Nation of Canada v Alberti in skupnost Kelly Lake v Britanski Kolumbiji, vse trdijo, da imajo irokeško poreklo.

### Kanadski Irokezi
V 18. stoletju so katoliški kanadski Irokezi, ki so živeli zunaj Montreala, ponovno vzpostavili vezi z Ligo Irokezov. Med ameriško revolucijo so kanadski Irokezi razglasili svojo nevtralnost in se niso hoteli boriti za krono kljub ponudbam Sir Guya Carletona, guvernerja Quebeca. Mnogi kanadski Irokezi so delali tako za podjetje Hudson's Bay Company kot za Northwest Company kot voyageurs v trgovini s krznom v poznem 18. in zgodnjem 19. stoletju. V vojni leta 1812 so kanadski Irokezi ponovno razglasili svojo nevtralnost. Kanadske irokeške skupnosti v Oki in Kahnaweke so bile v 19. stoletju uspešne naselbine, ki so se preživljale s kmetovanjem in prodajo sani, krplj, čolnov in košar. Leta 1884 je britanska vlada najela približno 100 kanadskih Irokezov, da bi služili kot rečni piloti in čolnarji za reševalno odpravo za obleganega generala Charlesa Gordona v Kartumu v Sudanu, pri čemer so sile pod poveljstvom feldmaršala Wolselyja peljali po Nilu od Kaira do Kartuma. Na poti nazaj v Kanado so se kanadski irokeški rečni piloti in čolnarji ustavili v Londonu, kjer se jim je kraljica Viktorija osebno zahvalila za njihove storitve kraljici in državi. Leta 1886, ko so gradili most pri St. Lawrenceu, so bili najeti številni irokeški moški iz Kahnawkeja, da bi pomagali pri gradnji, in irokeški delavci so se izkazali za tako spretne pri postavljanju jeklenih konstrukcij, da so od takrat številne mostove in nebotičnike v Kanadi in ZDA zgradili irokeški jeklarji.

## Družba

### Vojna
Za Haudenosauneeje je bila žalost ob izgubi ljubljene osebe močno čustvo. Verjeli so, da bo, če se je ne bo obravnavalo, povzročila vse vrste težav žalujočim, ki bi znoreli, če bi ostali brez tolažbe. Rituali v čast mrtvim so bili zelo pomembni, najpomembnejši pa je bil obred sožalja, ki je nudil tolažbo tistim, ki so izgubili družinskega člana ali prijatelja. Ker so verjeli, da smrt družinskega člana oslabi tudi duhovno moč preživelih družinskih članov, je bilo izjemno pomembno nadomestiti izgubljenega družinskega člana z nadomestkom, ki bi ga lahko posvojili, ali pa bi ga mučili, da bi se sprostila žalost. Od tod "žalostne vojne".
Ena od osrednjih značilnosti tradicionalnega življenja Irokezov so bile "žalostne vojne", ko so njihovi bojevniki napadali sosednja ljudstva v iskanju ujetnikov, ki bi nadomestili umrle Haudenosauneeje. Vojna za Haudenosauneeje je bila predvsem namenjena pridobivanju ujetnikov. Niso se ukvarjali s cilji, kot so širitev ozemlja ali slava v bitki, kot so se Evropejci. Vendar pa so šli v vojno, da bi nadzorovali lovišča, še posebej, ko je trgovina s krznom postala donosnejša.
Vojna skupina je veljala za uspešno, če je zajela veliko ujetnikov, ne da bi utrpela izgube; ubijanje sovražnikov je bilo sprejemljivo, če je bilo potrebno, vendar neodobravano, saj je zmanjšalo število potencialnih ujetnikov. Zajemanje ujetnikov je veljalo za veliko pomembnejše od skalpov. Poleg tega je vojna služila kot način za mlade moške, da pokažejo svojo hrabrost in pogum. To je bil predpogoj, da je moški postal poglavar, in je bilo bistveno tudi za moške, ki so se želeli poročiti. Ženske Haudenosauneejev so občudovale bojevnike, ki so bili pogumni v vojni. V predkontaktnem obdobju je bila vojna razmeroma nekrvava, saj ljudstva Prvih narodov niso imela orožja in so se borila med seboj v lesenih oklepih. Leta 1609 je francoski raziskovalec Samuel de Champlain opazoval več bitk med Algonkini in Irokezi, ki so povzročile komaj kakšno smrt. Zdelo se je, da je to bila norma za vojne Prvih narodov. V bitki med Algonkini in Irokezi ob obali jezera Champlain so bili edini ubiti dva irokeška bojevnika, ki sta ju zadeli krogli iz Champlainove muškete, v demonstraciji njegovim algonkinskim zaveznikom.
Klanske matere bi zahtevale "žalostno vojno", da bi zagotovile tolažbo in obnovljeno duhovno moč družini, ki je izgubila člana zaradi smrti. Bojevniki bi šli v "žalostno vojno" ali pa bi jih klanske matere za vedno označile za strahopetce, zaradi česar se niso mogli poročiti. Takrat so bojevniki običajno odšli napadat sosednje ljudstvo v iskanju ujetnikov. Ujetnike so bodisi posvojili v družine Haudenosauneejev, da bi se asimilirali, ali pa so jih ubili po napadih ritualiziranega mučenja kot način izražanja besa ob smrti družinskega člana. Moške ujetnike so običajno sprejeli z udarci, ko so jih pripeljali v skupnost, so šli skozi nekakšno špalir. Vsi ujetniki, ne glede na spol ali starost, so bili slečeni in privezani na drogove sredi skupnosti. Potem ko so jim zažgali občutljive dele telesa in jim izpulili nekaj nohtov, so se zaporniki lahko spočili in dobili hrano in vodo. V naslednjih dneh so morali ujetniki plesati goli pred skupnostjo, ko so posamezne družine odločale za vsakega, ali bo oseba posvojena ali ubita. Ženske in otroci so bili pogosteje posvojeni kot starejši moški. Če so se tisti, ki so bili posvojeni v družine Haudenosaunee, iskreno potrudili, da bi postali Haudenosaunee, jih je skupnost sprejela, če pa niso, so jih hitro usmrtili. 
Ujetniki, predvideni za usmrtitev, so morali nositi rdeče-črno barvo za obraz, družina pa jih je "posvojila", tako da so zapornika glede na starost in spol nagovarjali kot "stric", "teta", "nečak" ali "nečakinja" ter jim prinašali hrano in vodo. Ujetnika so usmrčili po celodnevnem mučenju s sežiganjem in odstranjevanjem delov telesa, ki naj bi ga zapornik prenašal s stoicizmom in plemenitostjo (kar običajno ni bilo izpolnjeno), preden so ga živega skalpirali. Na izpostavljeno lobanjo so nanesli vroč pesek in na koncu so žrtve ubili tako, da so jim izrezali srce. Nato je skupnost razrezala in pojedla telo žrtve. Praksa ritualnega mučenja in usmrtitev se je skupaj s kanibalizmom končala nekje v začetku 18. stoletja. Konec 18. stoletja so evropski pisci, kot sta Filippo Mazzei in James Adair, zanikali, da so se Haudenosaunee ukvarjali z ritualnim mučenjem in kanibalizmom, češ da med obiski vasi Haudenosaunee niso videli nobenih dokazov o takšnih praksah.
Leta 1711 je poglavar Onondag Teganissorens rekel siru Robertu Hunterju, guvernerju New Yorka: "Nismo kot vi kristjani, kajti ko imate drug drugega ujetnike, jih pošljete domov, na tak način se nikoli ne morete premagati." Nasprotje te strategije je bilo, da Irokezi niso hoteli sprejeti izgub v bitki, saj je to izničilo celoten namen "žalovanja v vojnah", ki je bil povečati njihovo število. ne pa jih zmanjšati. Francozi so bili med vojnami s Haudenosauneeji pogosto presenečeni, ko je bilo mogoče vojno skupino, ki je bila tik pred zmago nad njimi, prisiliti k umiku tako, da so ubili enega ali dva izmed njih. Evropska predstava o slavni smrti v bitki ni imela nobenega ekvivalenta pri Haudenosauneejih.
Smrt v bitki je bila sprejeta le, kadar je bila nujno potrebna, Irokezi pa so verjeli, da so duše tistih, ki so umrli v bitki, usojene, da bodo večno preživele kot jezni duhovi, ki bodo strašili po svetu v iskanju maščevanja. Zaradi tega tistih, ki so umrli v bitki, nikoli niso pokopali na skupnostnih pokopališčih, saj bi to v skupnost prineslo prisotnost nesrečnih duhov.
Haudenosaunee so uporabljali taktike, ki so jih Francozi, Britanci in Američani imeli za strahopetne, dokler Američani niso sprejeli podobnih gverilskih taktik. Haudenosaunee so imeli raje zasede in presenetljive napade, skoraj nikoli niso napadli utrjenega mesta ali napadli frontalno in so se umaknili, če bi bili številčno v manjšini. Če bi bil Kanienkeh napaden, bi Haudenosaunee poskušali sovražnika napadeti iz zasede ali pa bi se umaknili za lesene zidove svojih vasi, da bi prestali obleganje. Če se je sovražnik zdel premočan, kot takrat, ko so Francozi leta 1693 napadli Kanienkeh, so Haudenosaunee požgali njihove vasi in pridelke, celotno prebivalstvo pa se je umaknilo v gozdove, da bi čakalo na odhod Francozov. Glavno orožje Irokeze so bili loki in puščice s kremenčevimi konicami ter tuli iz koruznih luščin. Ščiti in bojne palice so bili izdelani iz lesa. Po vzpostavitvi stika z Evropejci so ameriški staroselci prevzeli orodja, kot so kovinski noži in sekirice, ter izdelali svoje tomahavke z železnimi ali jeklenimi rezili. Domneva se, da se tomahavk v bitkah ni pogosto uporabljal, temveč je bil povezan s Haudenosauneeji prek evropskih upodobitev, ki so domorodce želele prikazati kot divjake in grozeče. Preden so se odpravili na bojno polje, so vojni poglavarji vodili obrede očiščevanja, pri katerih so bojevniki plesali okoli rdeče pobarvanega droga.
Evropske nalezljive bolezni, kot so črne koze, so v 17. stoletju opustošile Pet narodov in povzročile na tisoče smrti, saj niso imeli pridobljene imunosti na nove bolezni, ki so bile med Evropejci endemične že stoletja. Liga je začela obdobje "žalovanja vojn" brez primere; Zaradi povečanja števila smrti zaradi bolezni so skoraj iztrebili ljudstva Huron, Petun in Nevtral. Do 1640-ih let naj bi črne koze zmanjšale prebivalstvo Haudenosauneejev za vsaj 50 %. Za nadomestitev teh izgub so bile izvedene obsežne "žalujoče vojne". Ameriški zgodovinar Daniel Richter je zapisal, da se je na tej točki vojna iz občasnih, manjših napadov, ki so se sprožili kot odgovor na smrt posameznikov, spremenila v »stalen in vse bolj nediferenciran simptom družb v demografski krizi«. Uvedba pušk, ki so lahko prebile lesen oklep, je vojskovanje Prvih narodov naredila bolj krvavo in smrtonosno kot v obdobju pred stiki. S tem se je končalo obdobje, ko so bili oboroženi spopadi bolj pretepi kot bitke, kot so Evropejci razumeli ta izraz. Hkrati je bilo orožje mogoče dobiti le z menjavo krzna z Evropejci. Ko so Haudenosaunee okoli leta 1640 izčrpali svoje zaloge bobrovega krzna, so bili prisiljeni kupovati bobrovo krzno od Indijancev, ki so živeli severneje, zaradi česar so poskušali izločiti druge posrednike in monopolizirati trgovino s krznom v seriji "bobrovih vojn". Richter je zapisal
tradicija žalovanja, smrti zaradi bolezni, odvisnost od strelnega orožja in trgovina s krznom so se združili v nevarno spiralo: epidemije so vodile do smrtonosnejših žalovanja, ki so se bojevala s strelnim orožjem; potreba po orožju je povečala potrebo po krznih za menjavo; iskanje krzna je izzvalo vojne z drugimi narodi; in smrti v teh vojnah so znova začele cikel žalovanja. 
Od leta 1640 do 1701 je bilo Pet narodov skoraj neprekinjeno v vojni, v različnih obdobjih se je borilo proti Francozom, Huronom, Eriejem, Neutralnim, Lenapejem, Susquenhannockom, Petunom, Abenakom, Ojibwam in Algonkinom, bojevalo pa se je od Virginije do Misisipija in vse do današnjega severnega Ontaria. 
Kljub tisočim ujetnikom se je prebivalstvo Petih narodov še naprej zmanjševalo, saj so bolezni še naprej terjale svoj davek. Francoski jezuiti, ki so jih bili Haudenosaunee prisiljeni sprejeti po sklenitvi miru s Francozi leta 1667, so spodbujali katoliške spreobrnjence, da so se preselili v misijonske vasi v dolini reke St. Lawrence blizu Montreala in Quebeca.  V štiridesetih letih 17. stoletja so Mohawki lahko postavili na polje približno 800 bojevnikov. Do 1670-ih so lahko postavili le 300 bojevnikov, kar kaže na upad prebivalstva. 

### Talilni lonec
Tradicije Irokeške lige so omogočale simbolično nadomeščanje mrtvih z ujetniki, ujetimi v "žalovalnih vojnah", krvnih maščevanjih in vendetah, ki so bili bistveni vidik irokeške kulture.  Da bi pospešili proces žalovanja, so izvajali racije, da bi se maščevali in ujeli ujetnike. Žalujoče družine so ujetnike običajno neposredno posvojile, da bi nadomestile izgubljene člane.
Ta postopek Irokezom ni omogočil le ohranitve lastnega števila, temveč tudi razpršitev in asimilacijo sovražnikov. Posvojitev osvojenih ljudstev, zlasti v obdobju bobrovih vojn (1609–1701), je pomenila, da je bila Irokeška liga sestavljena večinoma iz naturaliziranih članov drugih plemen. Cadwallader Colden je zapisal:
Pri Petih narodih je bila stalna maksima, da rešijo otroke in mlade moške ljudstev, ki jih osvojijo, jih posvojijo v svoj narod in jih izobražujejo kot svoje otroke, brez razlikovanja; ti mladi ljudje hitro pozabijo na svojo državo in narod, in s to politiko Pet narodov nadomesti izgube, ki jih njihov narod utrpi zaradi ljudi, ki jih izgubijo v vojni.
Tisti, ki so se poskušali vrniti k svojim družinam, so bili strogo kaznovani; na primer, francoskega trgovca s krznom Pierre-Esprit Radissona je kot najstnika ujela irokeška roparska skupina, posvojila ga je mohawška družina in pobegnil k svoji družini v Trois-Rivières. Ko so ga ponovno ujeli, so ga kaznovali tako, da so mu izpulili nohte in mu odrezali enega od prstov do kosti. Vendar Radissona niso usmrtili, saj so njegovi posvojitelji družinam moških, ki jih je Radisson ubil, ko je pobegnil, dali darila kot odškodnino za njihovo izgubo. Več Huronov, ki so pobegnili z Radissonom, so ponovno ujeli in hitro usmrtili.
Do leta 1668 sta bili dve tretjini vasi Oneida asimilirani z Algonquijci in Huroni. Pri Onondagih so bili ameriški staroselci sedmih različnih narodov, med Seneki pa enajst. Posvojili so tudi evropske ujetnice, tako kot katoliški Mohawki v naseljih zunaj Montreala. Ta tradicija posvojitve in asimilacije je bila pogosta med domorodci severovzhoda.

### Naselitev
V času prvih stikov z Evropejci so Irokezi živeli v majhnem številu velikih vasi, raztresenih po njihovem ozemlju. Vsak narod je imel hkrati od eno do štiri vasi, vasi pa so se selile približno vsakih pet do dvajset let, ko sta se izčrpala zemlja in drva. Ta naselja so bila obdana s palisado in so se običajno nahajala na obrambnem območju, kot je hrib, z dostopom do vode. Zaradi videza s palisado so jih Evropejci poimenovali gradovi. Vasi so bile običajno zgrajene na ravnem ali dvignjenem terenu, obdane z lesenimi palisadami in včasih jarki.
V vaseh so prebivalci živeli v dolgih hišah. Dolge hiše so se razlikovale po velikosti od 4,5 do 45 metrov v dolžino in od 4,5 do 7 metrov v širino. Dolge hiše so bile običajno zgrajene iz plasti brestovega lubja na ogrodju iz tramov in stoječih hlodov, dvignjenih pokonci. Leta 1653 je nizozemski uradnik in posestnik Adriaen van der Donck v svojem delu »Opis Nove Nizozemske« opisal mohawško dolgo hišo:
Njihove hiše so večinoma enake oblike, brez posebnih okraskov ali izjemne zasnove. Pri gradnji hiše, velike ali majhne – včasih jih namreč gradijo dolge tudi do sto metrov, nikoli pa širše od šest metrov – v zemljo zapičijo dolge, tanke, olupljene hikorijeve palice, tako široko narazen in tako dolge, kot naj bi bila hiša. Palice nato upognejo in pritrdijo drugo na drugo, tako da je videti kot voz ali nadstrešek, kot ga postavljajo na vrtovih. Nato čez te palice od enega do drugega konca položijo trakove, podobne razcepljenim letvam. ... To je nato dobro prekrito z zelo trdim lubjem. ... Od enega konca hiše do drugega vzdolž sredine zakurijo ogenj, odprt prostor, ki je tudi na sredini, pa služi kot dimnik za sproščanje dima. Pogosto je v hiši šestnajst ali osemnajst družin ... To pomeni, da v eni hiši pogosto prenoči sto ali sto petdeset ali več družin.
Običajno je v eni dolgi hiši živelo od 2 do 20 družin, spalne ploščadi pa so bile 60 cm nad tlemi, hrana pa se je sušila na tramovih.  Grad je lahko vseboval dvajset ali trideset dolgih hiš. Poleg gradov so imeli Irokezi tudi manjša naselja, ki so jih lahko sezonsko zasedale manjše skupine, na primer za ribolov ali lov. Življenje v zadimljenih dolgih hišah je pogosto povzročalo konjunktivitis.
Skupno prebivalstvo petih narodov je bilo pred letom 1634 ocenjeno na 20.000. Po letu 1635 se je število prebivalcev zmanjšalo na približno 6.800, predvsem zaradi epidemije črnih koz, ki jo je prinesel stik z evropskimi naseljenci. Irokezi so živeli v razširjenih družinah, razdeljenih na klane, ki so jih vodile klanovske matere, ki so se združile v "polovice" ("skupine"). Tipičen klan je štel od približno 50 do 200 ljudi.  Razdelitev Irokezov je bila naslednja:
- Cayuga
  - Moiety (A) klani: Medved, Bober, Čaplja, Želva, Volk
  - Moiety (B) klani: Želva, Medved, Jelen
- Tuscarora
  - Moiety (A) klani: Medved, Volk
  - Moiety (B) klani: Jegulja, Šljuka, Bober, Želva, Jelen
- Seneca
  - Moiety (A) klani: Čaplja, Bober, Medved, Volk, Želva
  - Moiety (B) klani: Jelen, Jastreb, Jegulja, Šljuka
- Onondaga
  - Moiety (A) klani: Želva, volk, kljunač, orel, bober
  - Moiety (B) klani: medved, sokol, jegulja, jelen
- Oneida
  - Moiety (A) klan: volk
  - Moiety (B) klani: medved, želva
- Mohawk
  - Moiety (A) klani: volk, medved
  - Moiety (B) klan: želva[132]

Vlado je vodilo 50 sahemov, ki so predstavljali različne klane in so jih izbrale matere klanov. Sahemom so pomagali "poglavarji borovcev", ki so služili kot diplomati in "vojni poglavarji", ki so vodili vojne skupine; "poglavarji borovcev" niti "vojni poglavarji" niso smeli glasovati na sejah sveta. 
Do konca 18. stoletja so Irokezi gradili manjše brunarice, podobne tistim kolonistov, vendar so ohranili nekatere avtohtone značilnosti, kot so strehe iz lubja z dimnimi odprtinami in osrednjim kaminom. Glavni les, ki so ga Irokezi uporabljali za izdelavo svojih pripomočkov, so bili hrast, breza, hikorija in brest. Kosti in rogovje so uporabljali za izdelavo lovske in ribiške opreme.

### Proizvodnja hrane
Irokezi so mešanica vrtnarjev, kmetov, ribičev, nabiralcev in lovcev, čeprav je tradicionalno njihova glavna prehrana izvirala iz kmetijstva. Za Irokeze je bilo kmetovanje tradicionalno žensko delo in celoten proces sajenja, vzdrževanja, žetve in kuhanja so opravljale ženske. Tudi nabiranje je bilo tradicionalno delo žensk in otrok. Poleti so nabirali divje korenine, zelenje, jagode in oreščke. Spomladi so iz javorjevih dreves iztisnili sok in ga prekuhali v javorjev sirup, zelišča pa so nabirali za zdravilo. Po prihodu Evropejcev so Irokezi začeli gojiti jabolka, hruške, češnje in breskve. 
Zgodovinsko gledano so bili glavni pridelki, ki so jih gojili Irokezi, koruza, fižol in buče, ki so jih imenovali tri sestre  in so v irokeški tradiciji veljali za posebna darila Stvarnika.  Te tri pridelke so lahko zmleli v kašo in juhe v glinenih loncih (kasneje so jih po stiku z Evropejci nadomestili s kovinskimi lonci).  Poleg "treh sester" je irokeška prehrana vključevala tudi artičoke, por, kumare, repa, buče, številne različne jagode, kot so robide, borovnice, kosmulje itd., in divji oreški. Allium tricoccum, vrsta divje čebule, je prav tako del tradicionalne irokeške kuhinje, pa tudi severni rdeči ribez, ameriški arašidi, in širokolistni zobatec.
S temi sestavinami so pripravljali obroke iz kuhanega koruznega kruha in koruzne moke, sladkane z javorjevim sirupom, danes znane kot indijski puding. Koruzna moka se je uporabljala tudi za pripravo sampa, vrste kaše z fižolom in suhim mesom. Poročila zgodnjih ameriških naseljencev omenjajo, da so Irokezi pridobivali koruzni sirup, ki se je uporabljal kot sladilo za cmoke iz koruzne moke.
Irokezi so lovili predvsem jelene, pa tudi drugo divjad, kot so divji purani in ptice selivke. Pozimi so lovili pižmovke in bobre. Arheologi so v irokeških vaseh našli kosti bizonov, losov, jelenov, medvedov, rakunov in ježevcev. Ribolov je bil prav tako pomemben vir hrane, saj so imeli Irokezi vasi večinoma na območjih reke St. Lawrence in Velikih jezer. Irokezi so za ribolov uporabljali mreže iz rastlinskih vlaken z utežmi iz kamenčkov. Lovili so lososa, postrvi, brancina, ostriže in bele ribe, dokler reka St. Lawrence ni postala preveč onesnažena z industrijo. Spomladi so Irokezi lovili z mrežami, pozimi pa so v ledu naredili ribiške luknje. Okoli leta 1620 so Irokezi začeli gojiti prašiče, gosi in kokoši, ki so jih pridobili od Nizozemcev.

### Obleka
Leta 1644 je Johannes Megapolensis opisal tradicionalno mohavško oblačilo.
Poleti hodijo goli, le intimni deli so jim prekriti z obližem. Otroci in mladi do desetega, dvanajstega in štirinajstega leta hodijo popolnoma goli. Pozimi si obesijo okoli sebe preprosto slečeno jelenovo, medvedjo ali panterjevo kožo; ali pa vzamejo nekaj bobrovih in vidrinih kož, divjih mačk, rakunov, martincev, vider, norcev, veveričjih ali podobnih kož ... in nekatere od njih sešijejo na druge, dokler ne dobijo kvadratnega kosa, ki je nato zanje oblačilo; ali pa od nas, Nizozemcev, kupijo dva in pol ella [približno 170 cm (5,6 ft)] duffel, in da preprosto visijo okoli njih, tako kot so bili odtrgani, ne da bi jih sešili.
Irokezi so na nogah nosili mokasine, "zvest naravi v prilagajanju stopalu, lep v svojih materialih in končni obdelavi ter trpežen kot oblačilo."
Mokason je narejen iz enega kosa jelenje kože. Zašit je pri peti in tudi spredaj, nad stopalom, tako da spodnji del mokasina ostane brez šiva. Spredaj je jelenje koža nabrana, namesto da bi bila nagubana; čez ta del so v različnih vzorcih našita ježeva peresa ali kroglice. Navaden mokasin se dviga nekaj centimetrov nad gležnjem ... in je zapet z jelenjimi vrvicami; običajno pa je ta del obrnjen navzdol, tako da je razkrit del narta, in je okrašen z biseri.
Mokasini druge vrste so bili tako narejeni iz koruznih luščin.
Leta 1653 je nizozemski uradnik Adriaen van der Donck zapisal:
Okoli pasu vsi [tj. tako moški kot ženske] nosijo pas iz usnja, kitove plavuti, kitove kosti ali vampuma. Moški pod ta pas, spredaj in zadaj, potegnejo kos blaga – če ga imajo – in ga napeljejo med nogami. Širok je več kot pol vatlja [35 cm (14 in)] in dolg devet četrtin vatlja [155 cm (61 in)], kar pušča kvadraten poklopec, ki visi spredaj in zadaj ... Preden je bila v tej deželi običajna potovalna tkanina, in včasih celo zdaj, ko je ni več mogoče dobiti, so za ta namen vzeli nekaj obdelanega usnja ali krzna – Ženske nosijo tudi kos volnene tkanine polne širine [165 cm (65 in)] in dolžine vatlja in četrt [90 cm (35 in)], ki sega do polovice nog. Je kot spodnje krilo, vendar pod njim, ob telesu, nosijo jelenovo kožo, ki sega tudi okoli pasu in se konča z domiselno izrezanimi koničastimi robovi in resicami. Bogatejše ženske in tiste, ki jim je to všeč, nosijo takšna krila, v celoti izvezena z vampumom ... Za pokrivanje zgornjega dela telesa tako moški kot ženske uporabljajo rjuho iz blaga polne širine, tj. devet in pol četrtin ellov in približno tri vatlje 210 cm (83 in) dolgo. Običajno se nosi čez desno ramo in zaveže v vozel okoli pasu, od tam pa visi do stopal.
V 17. stoletju so se irokeška oblačila hitro spreminjala zaradi uvedbe škarij in igel, ki so jih dobili od Evropejcev, britanski znanstvenik Michael Johnson pa je opozoril, da evropski zapisi o irokeških oblačilih iz poznega 17. stoletja morda niso v celoti odražali tradicionalnih irokeških oblačil pred stikom. V 17. stoletju so ženske v toplih mesecih običajno nosile zgoraj brez, medtem ko so nosile krilo iz jelenje kože, ki se je prekrivalo na levi, medtem ko so pozimi ženske zgornji del telesa pokrivale z zgornjim oblačilom, podobnim pelerini, z odprtino za glavo. Do 18. stoletja je tkanina rdeče in modre barve, ki so jo dobili od Evropejcev, postala standardni material za oblačila, moški in ženske pa so nosili bluze in srajce, ki so bile običajno okrašene z biseri in... trakovi in so jih pogosto nosili skupaj s srebrnimi broškami.
Do konca 18. stoletja so ženske nosile dolge, ohlapne obleke iz muslina ali kalika. Nagnjenost irokeških žensk, da so v toplih mesecih opustile svoj tradicionalni slog oblačenja zgoraj brez, je odražala evropski vpliv. Poročene ženske so nosile lase v eni sami kiti, ki jo je držal glavnik iz kosti, rogovja ali srebra, medtem ko so neporočene nosile lase v več kitah. Bojevniki so nosili mokasine, pajkice in kratke kilte, občasno pa so nosili tudi halje, ki so bile bogato okrašene s poslikanimi vzorci. Sprva so bila moška oblačila narejena iz jelenje kože in okrašena z ježevcem, peresno delo, kasneje pa je bil izdelan iz širokega blaga, pridobljenega od Evropejcev. Telesa in obrazi irokeških moških so bili močno tetovirani z geometrijskimi vzorci, njihovi nosovi in ušesa pa so bili okrašeni z obročki iz wampuna ali srebra. Na vojni poti so bili obrazi in telesa bojevnikov pobarvani na pol rdeče, na pol črno.  Moški so si običajno večino las obrili, na sredini pa so pustili le čop las, zaradi česar je njihova pričeska dobila ime Mohawk.  Moški so pogosto nosili kapo iz jelenje kože ali blaga, privezano na lesene palice, imenovano Gus-to-weh, okrašeno s perjem.  Bojevniki so običajno nosili torbice za strelivo iz jelenje kože s trakovi čez ramo, skupaj s pasovi ali rezili, v katerih so bili rogovi za smodnik in tomahavki.  Okoli vratu so nosili prešite etuije za nože.  Poglavarji so nosili pokrivala iz jelenje kože. rogovje. Do 18. stoletja so irokeški moški običajno nosili srajce in pajkice iz širokega sukna ter plašče iz jelenje kože. V 17. in 18. stoletju so bili srebrni rokavni trakovi in gorgeti priljubljeni dodatki.
Do 1900-ih je večina Irokezov nosila enaka oblačila kot njihovi neirokeški sosedje. Danes večina narodov nosi svoja tradicionalna oblačila le na slovesnostih ali posebnih dogodkih.
Moški so nosili kapo z enim dolgim peresom, ki se je vrtelo v vdolbinici, imenovani gustoweh. Kasneje so peresa v gustowehu označevala pleme uporabnika s svojim številom in položajem. Mohawki nosijo tri pokončna peresa, Oneidi dve pokončni in eno navzdol usmerjeno. Onondagi nosijo eno pero, usmerjeno navzgor, in drugo, usmerjeno navzdol. Kajugi imajo eno pero pod kotom 45 stopinj. Seneki nosijo eno samo pero, ki kaže navzgor, Tuscarore pa nimajo nobenega značilnega perja.
Leta 1851 je Morgan zapisal, da so ženske obleke sestavljene iz krila »običajno iz modrega blaga in dovršeno izvezeno z biseri. Potrebna sta dva jarda blaga, ki se nosi z robom na vrhu in dnu; krilo je pritrjeno okoli pasu in se spušča skoraj do vrha mokasina.« Pod krilom, med koleni in mokasini, so ženske nosile gamaše, ki jih je Morgan imenoval pantalettes, »iz rdečega blaga in okrašene z obrobo iz biserov okoli spodnjega roba ... V starih časih je bila gise'-hǎ narejena iz jelenje kože in izvezena z ježevim peresom.« Čez krilo so nosili pregrinjalo (ah-de-a'-da-we-sa) iz muslina ali kalika, ki je »rahlo nabrana v pasu in delno pada po krilu ... Spredaj je običajno zapeta s srebrnimi broškami«. Odeja (e'yose) je dolga dva ali tri metre modrega ali zelenega širokega blaga, »pada z glave ali vratu v naravnih gubah po širini blaga, saj so robovi na vrhu in dnu, in je nabrana okoli osebe kot šal.«
Ženske so nosile zelo dolge lase, spete skupaj na hrbtu ali »spete na zatilju in zložene v pramen, dolg približno za roko, kot bobrov rep ... okoli čela so nosile trak iz wampuma, oblikovan kot naglavni trak, ki so ga nekatere nosile v starih časih.« „Moški imajo dolg pramen las, ki jim visi navzdol, nekateri na eni strani glave, nekateri pa na obeh straneh. Na vrhu glave imajo pramen las od čela do vratu, širok približno za tri prste, in ga skrajšajo, dokler ni dolg približno dva ali tri prste in stoji pokonci kot petelinji glavnik ali prašičje ščetine; na obeh straneh tega petelinjega glavnika postrižejo vse lase na kratko, razen prej omenjenih pramenov, na golih mestih pa tu in tam pustijo tudi majhne pramene, kot so v širokih krtačah in nato v fini vrsti.“ To je predhodnica tistega, kar danes imenujemo „Mohawk pričeska“.
Ženske si niso barvale obrazov. Moški so si obraze barvali rdeče, modro, itd.“

### Zgodovina prebivalstva
Sodobne znanstvene ocene prebivalstva Irokežev v 17. stoletju so se gibale od 5.500 do več kot 100.000. Kar zadeva ocene očividcev (torej sodobne ocene), je Marc Lescarbot ocenil, da so Irokezi leta 1609 imeli 8.000 bojevnikov (to je okoli 40.000 ljudi) in baron L. A. de Lahontan je ocenil, da je bilo prebivalstvo Irokezov okoli leta 1690 70.000 ljudi (povprečno 14.000 v vsakem od petih plemen). Ozemlje Irokezov v 16. stoletju in na začetku 17. stoletja je bilo več kot 75.000 kvadratnih km (več kot 29.000 kvadratnih milj). John R. Swanto] je naštel skupno 226 irokeških vasi in mest (vendar večina ni bila naseljena hkrati, saj so se Irokezi selili iz vasi v vas vsakih pet do dvajset let). Nasprotno pa je Lewis H. Morgan v svoji knjigi iz leta 1851 ocenil populacijo Irokezov leta 1650 na 25.000 ljudi, vključno z 10.000 Senec, 5.000 Mohawk, 4.000 Onondaga, 3.000 Oneid in 3.000 Cayug. Tudi število Senecov je bilo leta 1672 ocenjeno na 13.000, leta 1687 pa na 15.000. V letih 1713–1722 se je populacija Irokežev povečala, ko so se Tuscarori selili proti severu. v New York in se jim pridružil kot šesti narod.
Novejše ocene Snowa in Jonesa o prebivalstvu Irokeze so bile približno 20.000. Jonesova ocena velja za obdobje pred prvimi znanimi epidemijami bolezni starega sveta, ki so prizadele Irokeze sredi 17. stoletja. Po arheološki preiskavi in datiranju vseh 125 irokeških vasi, za katere je znano, da so bile naseljene med letoma 1500 in 1700 (manj kot 226, ki jih je navedel Swanton, je bilo naseljenih kadar koli), je Jones ocenil, da je skupno predepidemično prebivalstvo Irokezov v letih 1620–1634 štelo 20.000 ljudi. V obdobju po epidemiji od 1634 do 1660 je skupno prebivalstvo Irokezov ocenil na 8.000. Slednja številka ne vključuje tisočev ljudi, ki so jih Irokezi posvojili iz osvojenih etničnih skupin.  Irokezi so imeli liberalno in uspešno politiko posvojitev, ki jim je omogočila, da so nadomestili izgube prebivalstva in jim dala prilagoditveno prednost pred sovražniki, ki tega niso mogli storiti. Leta 1658 so jezuiti opazili, da je med Irokezi več posvojenih tujcev kot domačinov.
Leta 1779 je Sullivanova ekspedicija v operaciji požgane zemlje uničila med 40 in 60 irokeških mest in vasi. Več kot 5.000 Irokezov je pobegnilo v britansko Kanado, neznano število pa jih je ostalo v ZDA. Po eni oceni jih je po odpravi umrlo 4500, vključno s številnimi, ki so pobegnili v Kanado.
Leta 1907 je bilo 17.630 Irokezov in leta 1923 je bilo v ZDA 8.696 Irokezov in v Kanadi 11.355, kar jih je skupaj 20.051.
Po podatkih, ki jih je leta 1995 zbral Doug George-Kanentiio, je v Kanadi živelo skupno 51.255 pripadnikov Šestih narodov. Med njimi je bilo 15.631 Mohawkov v Quebecu; 14.051 Mohawkov v Ontariu; 3.970 Oneida, Ontario; in skupno 17.603 pripadnikov Šestih narodov v rezervatu Grand River v Ontariu. V novejšem času je po podatkih Izvoljenega sveta Šestih narodov v  Grand River rezervatu, največjem rezervatu  v Kanadi, približno 12.436 pripadnikov skupnosti, od decembra 2014 in skupno 26.034 v Kanadi.
Leta 1995 je bilo med šestimi narodi v ZDA registriranih približno Skupaj 30.000, večina, 17.566, v New Yorku. Preostali so bili več kot 10.000 Oneidov v Wisconsinu in približno 2200 Seneca-Cayugov v Oklahomi. Ker narodi individualno določajo svoja pravila za članstvo ali državljanstvo, poročajo o uradnih številkah. (Nekateri tradicionalni člani narodov nočejo biti šteti.) Ni zvezno priznanega irokeškega naroda ali plemena, niti noben ameriški staroselec ni vpisan kot Irokez.
V popisu prebivalstva ZDA leta 2000 se je 80.822 ljudi opredelilo kot pripadniki irokeške etnične pripadnosti (kar je podobno opredelitvi kot Evropejec), pri čemer jih je 45.217 trdilo, da imajo samo irokeške prednike. V New Yorku je več rezervatov: Cayuga Nation of New York (~450), St. Regis Mohawk Reservation (3.288), Onondaga Reservation (468), Oneida Indian Nation (~1000), Seneca Nation of New York (533) in Tuscarora Reservation (1.138 leta 2000). Nekateri so živeli v Oneida Nation of Wisconsin: približno 21.000, glede na popis iz leta 2000. Seneca-Cayuga Nation v Oklahomi je imela leta 2011 več kot 5.000 ljudi. V popisu leta 2010 se je 81.002 oseb opredelilo kot Irokezi, 40.570 pa samo kot Irokezi po celotnih ZDA. Vključno z Irokezi v Kanadi je skupno število prebivalcev leta 2009 preseglo 125.000. Vključno z Irokezi v Kanadi je skupno prebivalstvo leta 2009 štelo več kot 125.000.
V popisu prebivalstva ZDA leta 2020 se je skupno 113.814 ljudi opredelilo kot Irokezi.
| Location  | Seneca | Cayuga | Onondaga | Tuscarora | Oneida | Mohawk | Combined | Skupaj |
| --------- | ------ | ------ | -------- | --------- | ------ | ------ | -------- | ------ |
| Ontario   |        |        |          |           | 3970   | 14051  | 176031   | 39624  |
| Quebec    |        |        |          |           |        | 9631   |          | 9631   |
| New York  | 7581   | 448    | 1596     | 1200      | 1109   | 5632   |          | 17566  |
| Wisconsin |        |        |          |           | 10309  |        |          | 10309  |
| Oklahoma  |        |        |          |           |        |        | 48922    | 4892   |
| Skupaj    | 7581   | 448    | 1596     | 1200      | 15338  | 29314  | 22495    | 82022  |

## Navedbe
1. ↑  »Stateless Society«. Encyclopedia.com.
2. ↑  Morgan, Lewis Henry (1881). Houses and House-Life of the American Aborigines. Chicago and London: University of Chicago Press.
3. ↑  Anderson, Chad (2020). The storied landscape of Iroquoia: history, conquest, and memory in the Native northeast. Lincoln: University of Nebraska Press. ISBN 1496218655.
4. ↑  Shannon, Timothy (7. april 2016). »Iroquoia«. 1. doi:10.1093/oxfordhb/9780199858897.013.10. {{navedi časopis}}: Sklic journal potrebuje|journal= (pomoč)
5. ↑  Preston, David L. (2009). Texture of Contact: European and Indian Settler Communities on the Frontiers of Iroquoia, 1667-1783. Lincoln: University of Nebraska Press. ISBN 0803213697.
6. ↑  »Ho-de-no-sau-nee-ga (Haudenosaunee)«. Native Land Digital. Pridobljeno 17. marca 2025.
7. ↑  »History of the Iroquois Indians«. Untitled Document. Pridobljeno 21. januarja 2025.
8. ↑  »How the Iroquois Great Law of Peace Shaped U.S. Democracy«. Native America. 13. december 2018. Pridobljeno 21. januarja 2025.
9. ↑  »The Six Nations Confederacy During the American Revolution (U.S. National Park Service)«. NPS.gov Homepage (U.S. National Park Service). 10. oktober 2024. Pridobljeno 21. januarja 2025.
10. ↑  White, Richard (1991). The middle ground: Indians, empires, and republics in the Great Lakes region, 1650–1815. Cambridge. ISBN 0-521-37104-X. OCLC 22344887.
11. ↑  Barr, Daniel P. (2006). Unconquered : the Iroquois League at war in colonial America. Westport, Conn.: Praeger. ISBN 0-313-03820-1. OCLC 230726514.
12. 1 2  Daeg de Mott 2009.
13. ↑  Marques, Nicole Terese Capton (2011). »Divided We Stand: The Haudenosaunee, Their Passport and Legal Implications of Their Recognition in Canada and the United States«. Pridobljeno 28. oktobra 2020.
14. ↑  »The American Indian and Alaska Native Population: 2010« (PDF). Januar 2012. Pridobljeno 5. junija 2021.
15. 1 2  »Home«. Haudenosaunee Confederacy. Pridobljeno 10. avgusta 2018.
16. ↑  Kasak, Ryan M. (2016). »A distant genetic relationship between Siouan-Catawban and Yuchi«.  V Rudin, Catherine; Gordon, Bryan J. (ur.). Advances in the Study of Siouan Languages and Linguistics. str. 5–38.
17. ↑  »Haudenosaunee Guide for Educators« (PDF). The Smithsonian National Museum of the American Indian. 2009.
18. ↑  National Park Service U.S. Department of the Interior. »Finger Lakes National Heritage Area Feasibility Study«. US National Park Service. Pridobljeno 6. aprila 2022.
19. ↑  »Cultural Misconceptions«.
20. 1 2 3 4 5 6  Goddard, I. (1978). »Synonymy«.  V G. Trigger (ur.). Handbook of North American Indians: Northeast. Zv. 15. str. 319–321.
21. ↑  »Haudenosaunee«. Your Dictionary. Arhivirano iz prvotnega spletišča dne 9. avgusta 2020. Pridobljeno 27. januarja 2017.
22. ↑  Chafe, Wallace. English – Seneca Dictionary (PDF). str. 88. Arhivirano iz prvotnega spletišča (PDF) dne 19. junija 2024. Pridobljeno 29. junija 2025.
23. 1 2 3 4 5  Morgan,"""1904
24. ↑  E.g. in Graymont (1972), str. ;14–15; Rausch, David A.; Blair, Schlepp (1994). Native American Voices. str. 45.; and Wolf, Eric R. (1982). Europe and the People Without History. str. 165.
25. ↑  "Rotinonsionni, which is the Kanienkehaka (Mohawk) word for Haudenosaunee". Kanienkehaka Lifeways – Mohawk Valley, circa 1500 Arhivirano 2021-08-17 na Wayback Machine.. Retrieved August 27, 2017.
26. 1 2 3 4 5  Day 1968.
27. ↑  Hewitt, J. N. (1907). »Iroquois«.  V Hodge, Frederick Webb (ur.). Handbook of American Indians North of Mexico. str. 617–620.
28. ↑  Hall, Loretta (2014). »Iroquois Confederacy«. Gale Encyclopedia of Multicultural America (3rd izd.) – prek Credo.
29. ↑  Graymont 1972, str. ;14–15.
30. ↑  Mann & Fields 1997.
31. ↑  Johansen & Mann 2000, str. 135.
32. ↑  Wallace, Anthony F.C. (2012). Tuscarora: A History. Albany: SUNY Press. ISBN 9781438444314.
33. ↑  Bruce Trigger, ed., Handbook of American Indians; Volume 15, 1978, pp. 287–288
34. ↑  »The Six Nations Confederacy During the American Revolution (U.S. National Park Service)«. www.nps.gov (v angleščini). Pridobljeno 5. junija 2024.
35. 1 2  Richter. »Ordeals of the Longhouse«.  V Richter; Merrill (ur.). Beyond the Covenant Chain. str. 11–12.
36. ↑  Fenton 1998, str. ;4–5.
37. ↑  Shannon 2008, str. ;72–73.
38. ↑  Stevens 2013, str. 149.
39. ↑  Stevens 2013, str. [navedi št.strani].
40. ↑  Johansen, Bruce (1999). »Notes from the "culture wars": more annotations on the debate regarding the Iroquois and the origins of democracy«. American Indian Culture & Research Journal. 23 (1): 165–175. doi:10.17953/aicr.23.1.x7035734612286m5 (neaktivno 10. november 2024).{{navedi časopis}}:  Vzdrževanje CS1: neaktiven DOI (november 2024) (povezava)
41. ↑  Stevens 2013, str. 153.
42. 1 2  MacLeod 2012, str. xiv.
43. ↑  Stevens 2013, str. 161.
44. ↑  Stevens 2013, str. 148.
45. ↑  Gibson, John Arthur; Woodbury, Hanni; Henry, Reginald; Webster, Harry; Goldenweiser, Alexander (1992).  Nichols, John D.; Wolfart, H. C. (ur.). Concerning the League: The Iroquois League Tradition as Dictated in Onondaga by John Arthur Gibson. Algonquian and Iroquoian Linguistics. str. xii. ISBN 978-0-921064-09-1.
46. ↑  Stevens 2013, str. 162.
47. 1 2 3 4 5  Josephy, Alvin M. Jr., ur. (1961). The American Heritage Book of Indians. American Heritage Publishing, Co., Inc.
48. ↑  Fenton 1998, str. 69.
49. ↑  Shannon 2008, str. 25.
50. ↑  Graymont (1972), str. ;14–15.

»Bila je konfederacija, ki je temeljila na sorodstvu – simbolično gospodinjstvo. Svojo konfederacijo so imenovali Ganonsyoni, kar pomeni "Dolga hiša", to je hiša, ki je "razprostrta daleč". Vsi posamezniki in vsa plemena konfederacije so bili obravnavani kot ena družina, ki živi skupaj v eni hiši. Mohavki, ki so prebivali najdlje na vzhodu, so bili varuhi zahodnih vrat. Onondagi, ki so bili v središču, so bili varuhi ognja in varuhi vampa. Onondaga je bila zato prestolnica, kjer je potekal Veliki svet in so se hranili zapisi vampa. Lokalni poglavarji klanov vsakega plemena, ki so se sestajali kot enota, so bili zvezni poglavarji lige. Mohavki, Onondagi in Seneki so bili starejši bratje; Oneidi in Cayugi, mlajši bratje. Mlajši in starejši bratje so sedeli na nasprotnih straneh hiše in se posvetovali drug z drugim ob ognju. Onondagi so sedeli v sredini in vzdrževali ravnotežje med obema stranema.« Ena teorija trdi, da se je liga oblikovala kmalu po sončnem mrku 31. avgusta 1142, dogodku, za katerega se domneva, da je izražen v ustnem izročilu o izvoru lige.<ref>Johansen, Bruce (1995). »Dating the Iroquois Confederacy«. Akwesasne Notes. New Series. 1 (3): 62–63. Pridobljeno December 12,"""2008. {{navedi časopis}}: Preveri datumske vrednosti v: |access-date= (pomoč)
51. ↑  Johansen & Mann 2000, str. 105, "Ganondagan".
52. ↑  Mann 2005, str. 333.
53. ↑  Mann, Barbara A.; Fields, Jerry L. (1997). »A Sign in the Sky: Dating the League of the Haudenosaunee«. American Indian Culture and Research Journal. 21 (2): 105–163. doi:10.17953/aicr.21.2.k36m1485r3062510 (neaktivno 10. november 2024).{{navedi časopis}}:  Vzdrževanje CS1: neaktiven DOI (november 2024) (povezava)
54. ↑  Snow 1994, str. 231.
55. 1 2  Johansen, Bruce (2010). The Iroquois. New York: Chelsea House. str. 29. ISBN 978-1-60413-794-1.
56. ↑  »The History of Onondage'ga'«. Onondaga Nation School. Arhivirano iz prvotnega spletišča dne 13. junija 2008.
57. ↑  »Chiefs«. Onondaga Nation (v ameriški angleščini). 18. februar 2014. Pridobljeno 6. junija 2024.
58. ↑  Mann 2005, str. 334.
59. ↑  Hanna, Charles Augustus (1911). The Wilderness Trail. New York: Putnam Brothers. str. 97.
60. ↑  Burns, Louis F. »Osage«. Oklahoma Historical Society's Encyclopedia of Oklahoma History and Culture. Arhivirano iz prvotnega spletišča dne 2. januarja 2011. Pridobljeno 2. marca 2009.
61. ↑  Glej zgodovino Erie people, Susquehannock, Tuscarora people in Wyandot (Huron) ljudstev.
62. ↑  Pendergast, James F. (1991). The Massawomeck. American Philosophical Society. ISBN 0871698129.
63. 1 2  Johnson 2003, str. 8.
64. ↑  Jordan (2013), str. 37.
65. ↑  Hämäläinen, Pekka (2022). Indigenous continent : the epic contest for North America. Liveright. ISBN 978-1-63149-699-8. OCLC 1330712844.
66. ↑  Jennings, str. 135.<--Jennings, F. (1988). Empire of fortune: crown, colonies, and tribes in the Seven Years War in America. New York: Norton. str. 95, 111, 160, 259n15. ISBN 978-0-393-30640-8.-->
67. ↑  Jennings, F. (1988). Empire of fortune: crown, colonies, and tribes in the Seven Years War in America. New York: Norton. str. 95, 111, 135, 160, 259n15. ISBN 978-0-393-30640-8.
68. ↑  Parmenter 2007, str. 42.
69. ↑  Parmenter 2007, str. 43.
70. ↑  »SRBC Pamphlet – The Susquehannock«. www.srbc.gov. Pridobljeno 6. junija 2024.
71. ↑  Parmenter 2007, str. 44.
72. ↑  MacLeod 2012, str. xi.
73. ↑  Parmenter 2007, str. ;44–45.
74. 1 2 3 4 5 6  Parmenter 2007, str. 46.
75. ↑  Parmenter 2007, str. ;45–46.
76. ↑  Johnson 2003, str. 12.
77. 1 2  Johnson 2003, str. ;12–13.
78. 1 2 3 4 5 6  Johnson 2003, str. 13.
79. 1 2 3 4 5 6  Johnson 2003, str. 14.
80. ↑  MacLeod 2012, str. 23.
81. ↑  MacLeod 2012, str. ;23–25.
82. ↑  MacLeod 2012, str. ;24–25.
83. ↑  MacLeod 2012, str. ;26–27.
84. ↑  MacLeod 2012, str. 30.
85. ↑  MacLeod 2012, str. ;30–31.
86. ↑  MacLeod 2012, str. 31.
87. ↑  MacLeod 2012, str. ;31–32.
88. ↑  MacLeod 2012, str. 32.
89. ↑  MacLeod 2012, str. ;32–33.
90. ↑  MacLeod 2012, str. 35.
91. ↑  MacLeod 2012, str. 27.
92. ↑  Graymont 1972, str. [navedi št.strani].
93. ↑  Graymont 1972, str. 49.
94. ↑  Crawford 1994, str. 370.
95. ↑  Crawford 1994.
96. ↑  Graymont 1972.
97. 1 2 3  Johnson 2003, str. 17.
98. ↑  Johnson 2003, str. ;16–18.
99. 1 2 3 4 5  Johnson 2003, str. 19.
100. ↑  Keen Bloomfield, Julia (1908). The Oneidas. str. 145 et seq.
101. ↑  »Southesk«. Arhivirano iz prvotnega spletišča dne 10. marca 2014.
102. ↑  Calverley, Dorthea. »The Iroquois of the Rocky Mountain Trench«. South Peace Historical Society. Pridobljeno 18. junija 2019.
103. ↑  »The Iroquois in the Peace River Area«. Arhivirano iz prvotnega spletišča dne 17. aprila 2014.
104. ↑  »Mountain Métis Story«. Arhivirano iz prvotnega spletišča dne 1. marca 2014. Pridobljeno 16. aprila 2014.
105. ↑  »Ancestral History – Aseniwuche Winewak Nation of Canada – Canada's Rocky Mountain Aboriginal People«. Arhivirano iz """html prvotnega spletišča dne 21. julija 2014. Pridobljeno 16. aprila 2014.
106. 1 2 3 4 5 6 7 8  Johnson 2003, str. 20.
107. ↑  Richter 1983, str. 531.
108. ↑  Richter 1983, str. ;531–532.
109. ↑  Richter 1983, str. ;530–532.
110. 1 2  Richter 1983, str. 532.
111. 1 2 3 4  Richter 1983, str. 535.
112. ↑  Richter 1983, str. 530.
113. 1 2 3  Richter 1983, str. 538.
114. ↑  Richter 1983, str. ;532–533.
115. ↑  Richter 1983, str. 533.
116. ↑  Richter 1983, str. 534.
117. ↑  Richter 1983, str. ;535–536.
118. 1 2  Richter 1983, str. 536.
119. 1 2 3 4 5 6 7 8 9 10  Johnson 2003, str. 35.
120. 1 2 3 4  Johnson 2003, str. 36.
121. ↑  Stevens, Scott Manning (2018). »Tomahawk: Materiality and Depictions of the Haudenosaunee«. Early American Literature. 53 (2): 475–511. doi:10.1353/eal.2018.0046. S2CID 165993798.
122. ↑  Richter 1983, str. ;537–538.
123. 1 2  Richter 1983, str. 537.
124. 1 2  Richter 1983, str. 539.
125. ↑  Richter 1983, str. 541.
126. ↑  Richter 1983, str. ;542–543.
127. ↑  Richter 1983, str. 542.
128. ↑  Richter 1992, str. 32.
129. ↑  Fournier, Martin (2002). Pierre-Esprit Radisson: Merchant Adventurer, 1636–1701. Montreal: McGill University Press. str. 33–34.
130. 1 2  Jones, Eric E. (december 2008). Iroquois Population History and Settlement Ecology, AD 1500–1700. The Pennsylvania State University. Pridobljeno 27. maja 2016.{{navedi knjigo}}:  Vzdrževanje CS1: samodejni prevod datuma (povezava)
131. 1 2 3 4 5  Johnson 2003, str. 33.
132. 1 2 3  Johnson 2003, str. 21.
133. ↑  Johnson 2003, str. 22.
134. ↑  Jordan, Kurt A. (2007). »An Eighteenth-Century Seneca Iroquois Short Longhouse from the Townley-Read Site, ca. A.D. 1715–1754«.  V Kerber, Jordan E. (ur.). Archaeology of the Iroquois: Selected Readings and Research Sources. Syracuse University Press. str. 247. ISBN 9780815631392.
135. ↑  Johnson 2003, str. 34.
136. ↑  Waugh 1916, str. 118.
137. ↑  Waugh 1916, str. 128.
138. ↑  Beardsley, Gretchen (1939). »The Groundnut as used by the Indians of Eastern North America«. Papers of the Michigan Academy of Sciences Arts and Letters. 25: 507–525.
139. ↑  Waugh 1916, str. 120.
140. ↑  Keoke, Emory Dean. Food, Farming and Hunting. str. 103.
141. ↑  Bial, Raymond (1999). Lifeways: The Iroquois. New York: Benchmark Books. ISBN 978-0-7614-0802-4.
142. 1 2 3 4
143. ↑  Johnson 2003, str. ;36–37.
144. 1 2 3 4 5 6 7 8 9 10 11 12 13 14  Johnson 2003, str. 37.
145. ↑  Johnson 2003, str. 38.
146. ↑  »Traditional Appearance«. Haudenosaunee Confederacy. Arhivirano iz spletišča dne 30. julija 2016. Pridobljeno 20. maja 2016.
147. ↑  »Language Index«. www.ohwejagehka.com. Arhivirano iz prvotnega spletišča dne 24. julija 2024. Pridobljeno 6. junija 2024.
148. ↑  Colleen (19. julij 2017). »Gustoweh Headdress Instructions«. The Wandering Bull, LLC (v ameriški angleščini). Pridobljeno 6. junija 2024.
149. ↑  Swanton, John R. (1974). The Indian Tribes of North America (Fourth Reprint izd.). Washington, D.C.: Smithsonian Institution Press. str. 40.
150. ↑  Jones 2008, str. 85.
151. 1 2 3  Krzywicki, Ludwik (1934). Primitive society and its vital statistics. Publications of the Polish Sociological Institute. London: Macmillan. str. 534, 533, 396, 418, 421, 422, 471, 472.
152. ↑  »Indigenous America Maps« (v angleščini). 1. februar 2022. Pridobljeno 19. maja 2024.
153. ↑  Swanton, John R. (1952). The Indian tribes of North America. Smithsonian Institution Bureau of American Ethnology. str. 34–39. hdl:10088/15440.
154. ↑  Jones 2008, str. 14.
155. ↑  Trigger, Bruce (1978). Handbook of American Indians, Vol. 15. Washington, D.C.: Smithsonian Institution Press. str. 287–288.
156. ↑  Jones 2008, str. ;iii–v, 84–86.
157. ↑  Keener, Craig S (1999). »An Ethnohistorical Analysis of Iroquois Assault Tactics Used against Fortified Settlements of the Northeast in the Seventeenth Century«. Ethnohistory. 46 (4): 777–807. ISSN 1527-5477.
158. ↑  »Not Merely Overrun but Destroyed. The Sullivan Expedition Against the Iroquois Indians, 1779«.
159. ↑  Graymont 1972, str. 220.
160. ↑  Koehler, Rhiannon (Fall 2018). »Hostile Nations: Quantifying the Destruction of the Sullivan-Clinton Genocide of 1779«. American Indian Quarterly. 42 (4): 427–453. doi:10.5250/amerindiquar.42.4.0427. S2CID 165519714.
161. ↑  Mooney, James (1928). The aboriginal population of America north of Mexico. Smithsonian Miscellaneous Collections. str. 4. hdl:10088/23978.
162. ↑  Swanton, John R. (1952). The Indian tribes of North America. Smithsonian Institution Bureau of American Ethnology. str. 40. hdl:10088/15440.
163. 1 2 3  George-Kanentiio, Doug (Fall–Winter 1995). »Iroquois population 1995«. Akwesasne Notes. New Series. 1 (3 & 4): 61. Pridobljeno 27. februarja 2011.
164. ↑  Profil skupnosti Arhivirano 18. junij 2017 na Wayback Machine., Izvoljeni svet šestih narodov, december 2014
165. ↑  Oddelek za zemljišča/članstvo Arhivirano 6. september 2015 na Wayback Machine., Izvoljeni svet šestih narodov, december 2014
166. ↑  »American Indian and Alaska Native Population by Tribal Grouping, 2010« (PDF). Census Bureau.
167. ↑  »Distribution of American Indian tribes: Iroquois People in the US«.

## Zunanje povezavae
- Haudenosaunee Confederacy, official website
- Iroquois Indian Museum
- Canadian Genealogy (The Iroquois)
- »Iroquois« . Enciklopedija Britannica (v angleščini) (11. izd.). 1911.
- »The Six Nations Confederacy During the American Revolution – Fort Stanwix National Monument (U.S. National Park Service)«. www.nps.gov (v angleščini). Arhivirano iz prvotnega spletišča dne 10. marca 2015. Pridobljeno 13. septembra 2019.